# Veluwsche Stoomtrein Maatschappij

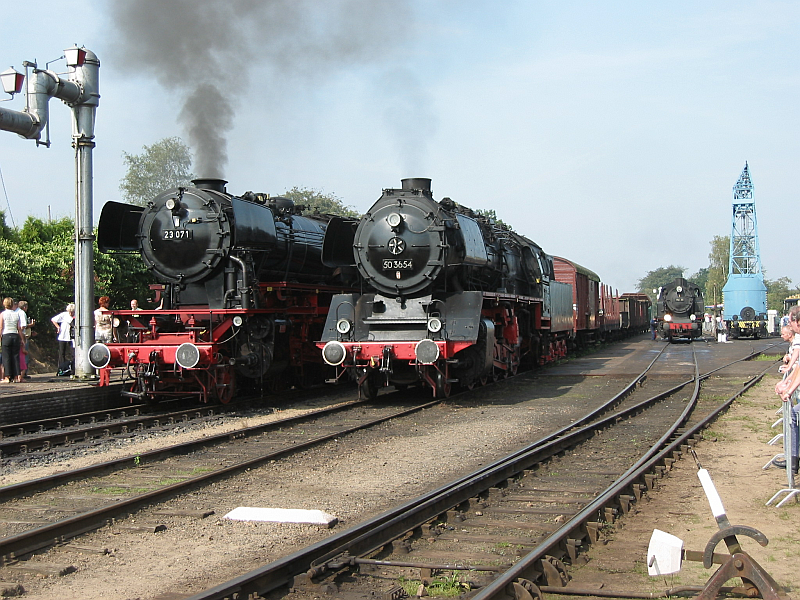
Stoomlocs (23 071, 50 3654 en TKP 23) van de VSM

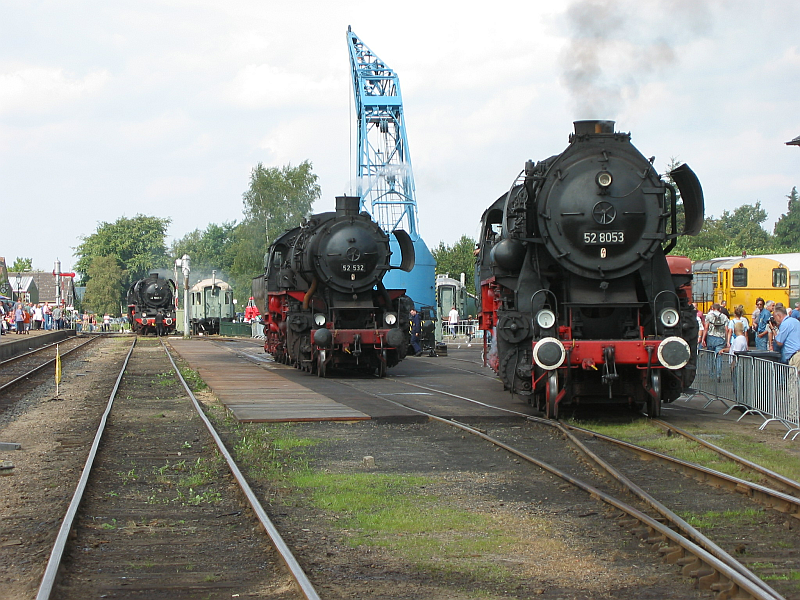
Duitse stoomlocs (52 532 en 52 8053) van de VSM.
(Achter nog een van de 3 rijvaardige 44ers, de 44 1593-1 van de VSM)

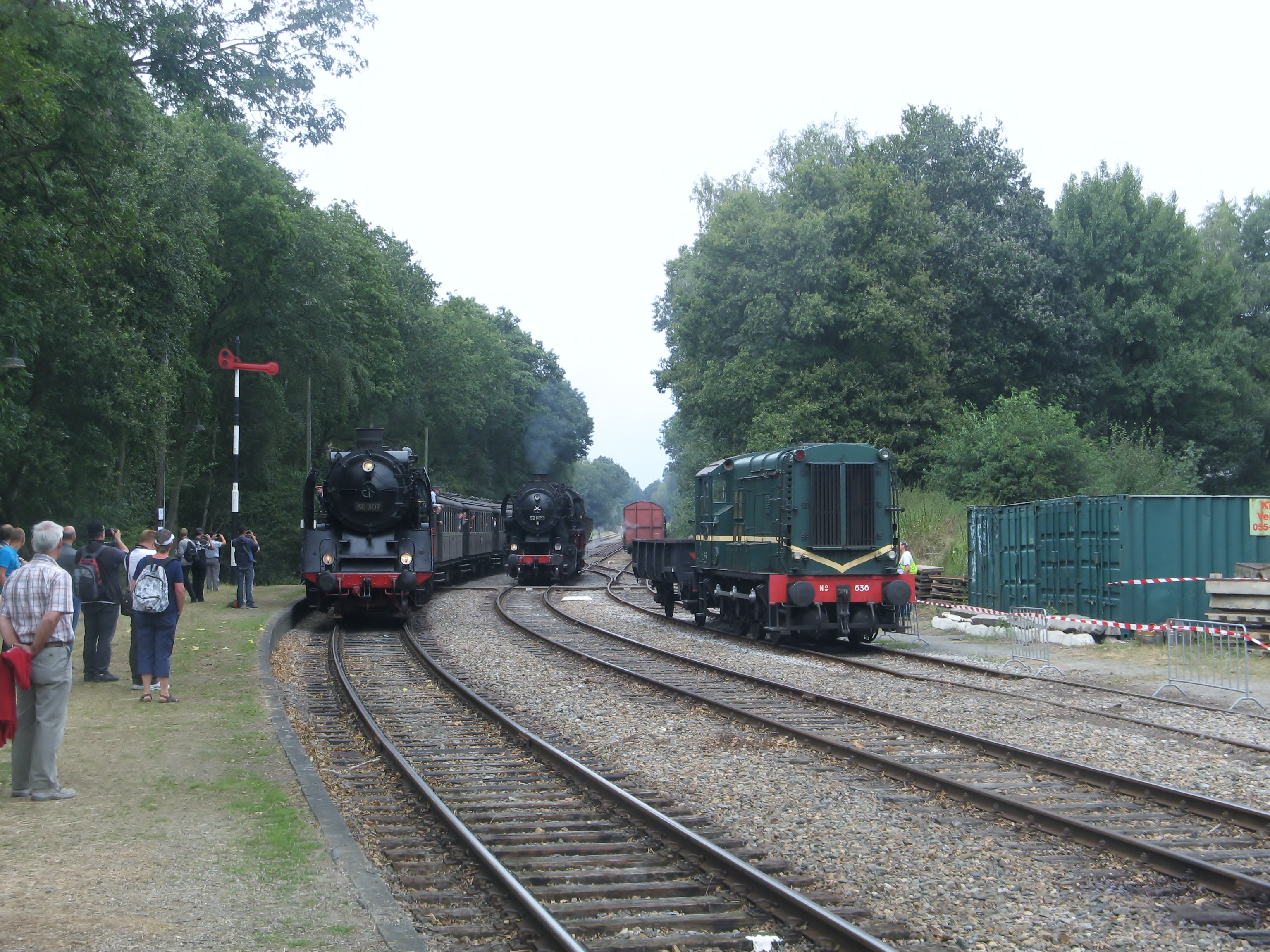
50 307, 52 8053 en rangeerloc NS 636 te Loenen ('Terug naar Toen' 2012).

De Veluwsche Stoomtrein Maatschappij (VSM) is een stoomtreinmaatschappij die een toeristische treindienst exploiteert op de spoorlijn Dieren - Apeldoorn op de Veluwe in de Nederlandse provincie Gelderland.
De stoomtreinritten zijn populair bij toeristen en daarom rijdt de VSM van begin april tot eind oktober iedere zondag. In de zomer zelfs zeven weken lang zes dagen per week en rijdt de stoomtrein drie dagen per week door naar Dieren.

## Geschiedenis
De VSM is een vrijwilligersorganisatie en is opgericht in 1975. In het jaar daarvoor vatten enkele personen uit het lokale toeristische bedrijfsleven het plan op een nieuwe toeristische attractie op te richten in de vorm van een stoomtreindienst. De NS gaf toestemming om op de goederenspoorlijn tussen Apeldoorn en Dieren te rijden.

## Treindienst
De VSM doet in de normale (groene) dienstregeling de stations Apeldoorn, Beekbergen, Loenen en Eerbeek aan. Op de terugweg vanuit Eerbeek hebben de reizigers in Beekbergen 45 minuten de tijd om het Museumstoomdepot van de VSM te bezoeken. Daarna rijdt de trein nog op en neer naar Apeldoorn. In de zomer rijdt de stoomtrein zeven weken lang, zes dagen per week. Op de dinsdag, woensdag en donderdag ook naar Dieren.

## Terug naar Toen
Jaarlijks wordt in het eerste volle weekend van september het stoomtreinfestival 'Terug naar Toen' georganiseerd, waarbij alle bedrijfsvaardige locs en rijtuigen worden ingezet. De afgelopen jaren zijn tijdens het festival meer dan 10 stoomlocomotieven actief. Op de stations van Beekbergen en Loenen zijn tal van attracties en bezienswaardigheden te vinden zoals oude voertuigen, stoomwalsen, modelbanen e.d.
Hoogtepunt was een aantal jaar de laatste rit op zaterdagavond van Apeldoorn naar Beekbergen, met een trein getrokken door alle bedrijfsvaardige stoomlocomotieven. In 2005 en 2006 bestond deze trein uit 10 locomotieven, de Oostenrijkertrein en de Blokkendozentrein. In verband met de te grote publieke belangstelling is er in 2007 om veiligheidsredenen met deze traditie gebroken.

## Werkplaatsen
- In Beekbergen bevindt zich aan de Dorpstraat van de bebouwde kom van Lieren een werkplaats voor regulair onderhoud aan het rollend materieel zoals locomotieven en rijtuigen. Het materieel dat op rijdagen wordt gebruikt wordt hier gestald.
- In Apeldoorn bevindt zich aan de Rijnstraat/Kanaal Zuid een werkplaats voor groot onderhoud en restauratiewerkzaamheden. Deze werkplaats is niet voor publiek toegankelijk.

## Materieel
De VSM startte de treindienst op 14 juli 1975 met de kort daarvoor verworven stoomlocomotief 094 055, afkomstig van de Deutsche Bundesbahn. Wegens de slechte staat waarin deze verkeerde, werd deze al in 1976 afgevoerd en vervangen door o.a. de locs 23 076 en 80 036. In de volgende jaren werd de collectie stoomlocomotieven verder uitgebreid. De VSM beschikt in 2023 over 17 stoomlocomotieven en 23 diesellocomotieven. Voorts zijn er 33 spoorwegrijtuigen en vele goederenwagens.

### Locomotieven
De meeste stoomlocomotieven zijn afkomstig uit Duitsland, van de Deutsche Bundesbahn en de Deutsche Reichsbahn. Ook zijn er twee locs uit Polen en één uit Oostenrijk.
De VSM beschikt over stoomlocomotieven van de Duitse Baureihen 23, 41, 44, 50, 52, 52.80, 64, 65, 80 en de Poolse TKp 23 en TKp 5353. De meeste zijn gebouwd in de jaren veertig en vijftig. De oudste locomotief in het bezit van de VSM is de 80 036 uit 1929. Deze is sinds 1976 aanwezig.
De VSM bezit een grote en brede collectie Nederlandse diesellocomotieven uit de jaren vijftig. De diesellocomotieven zijn afkomstig van de Nederlandse Spoorwegen. Er zijn locomotoren (NS 200), rangeerlocs (NS 500) en lijndiesellocs (NS 2200 en NS 2400). Van de serie 2400 bezit de VSM de unieke 2530 met lagere motorhuiven en een hogere cabine. Hierdoor heeft de machinist een aanmerkelijk beter uitzicht dan bij de rest van de serie. De 2530 was oorspronkelijk lila geschilderd, en reed tot augustus 2019 bij de VSM in de bruine kleur die zij in de jaren zestig had. Sinds september 2019 rijdt de 2530 weer in de oorspronkelijke lila kleur.
Sinds mei 2018 beschikt de VSM ook over een ex-Amerikaanse loc NS 2000, een type dat uit Nederland was verdwenen, maar waarvan een soortgenoot uit de Verenigde Staten is gehaald.

## Foto's

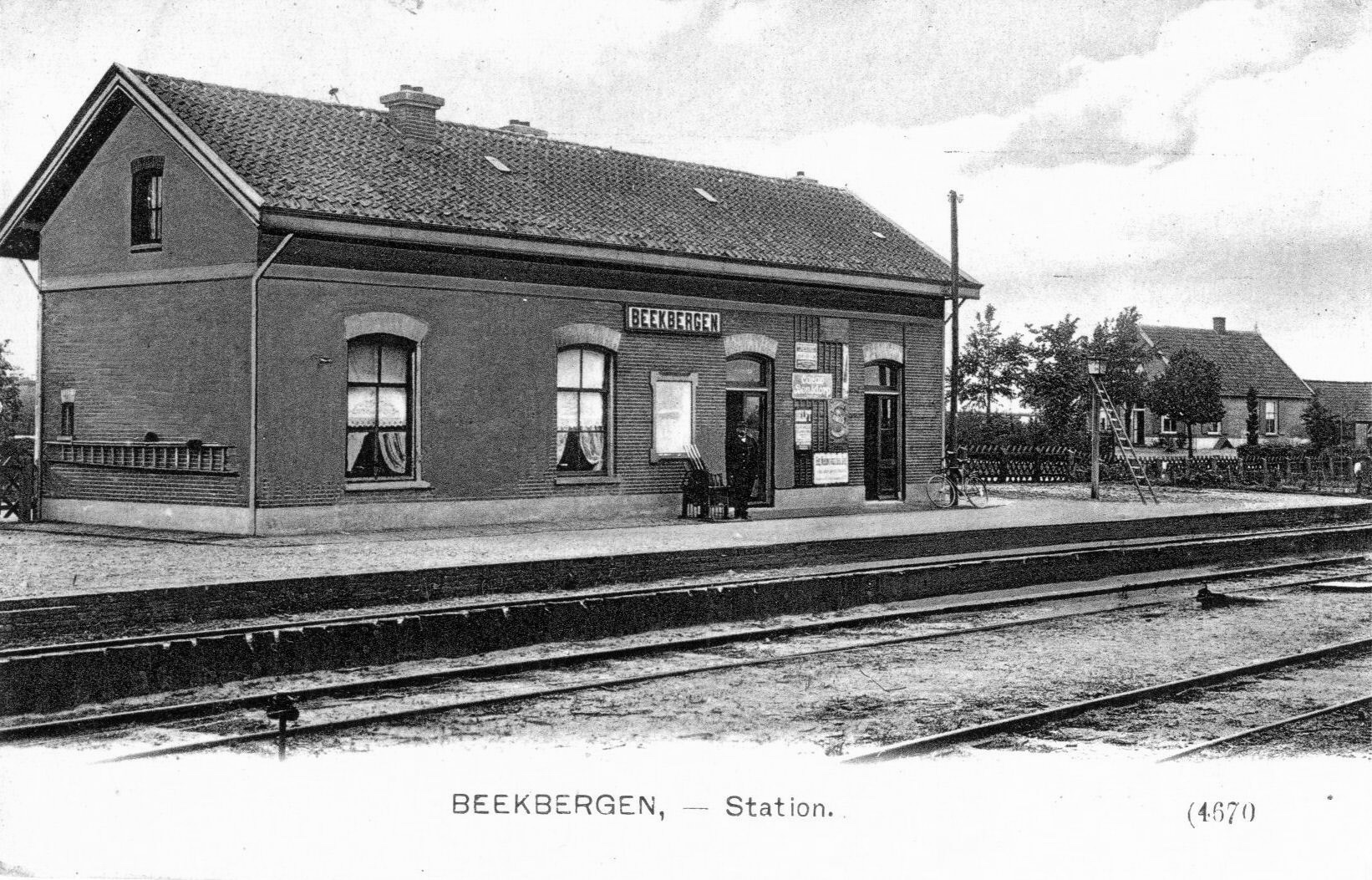
Station Beekbergen; circa 1905.
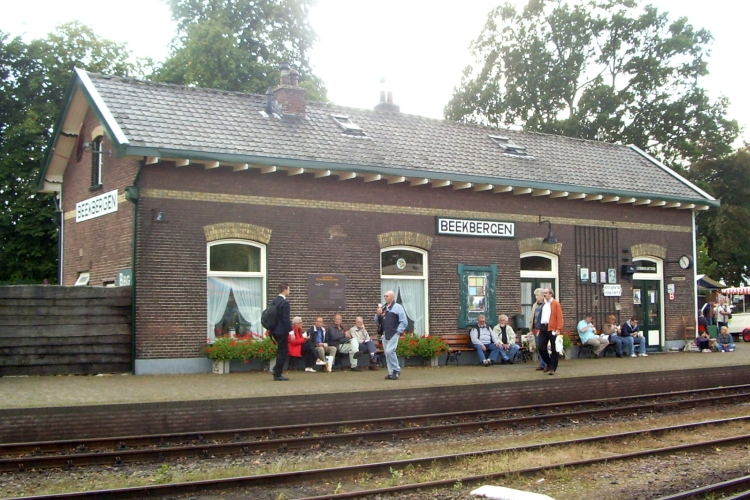
Station Beekbergen; 2008.
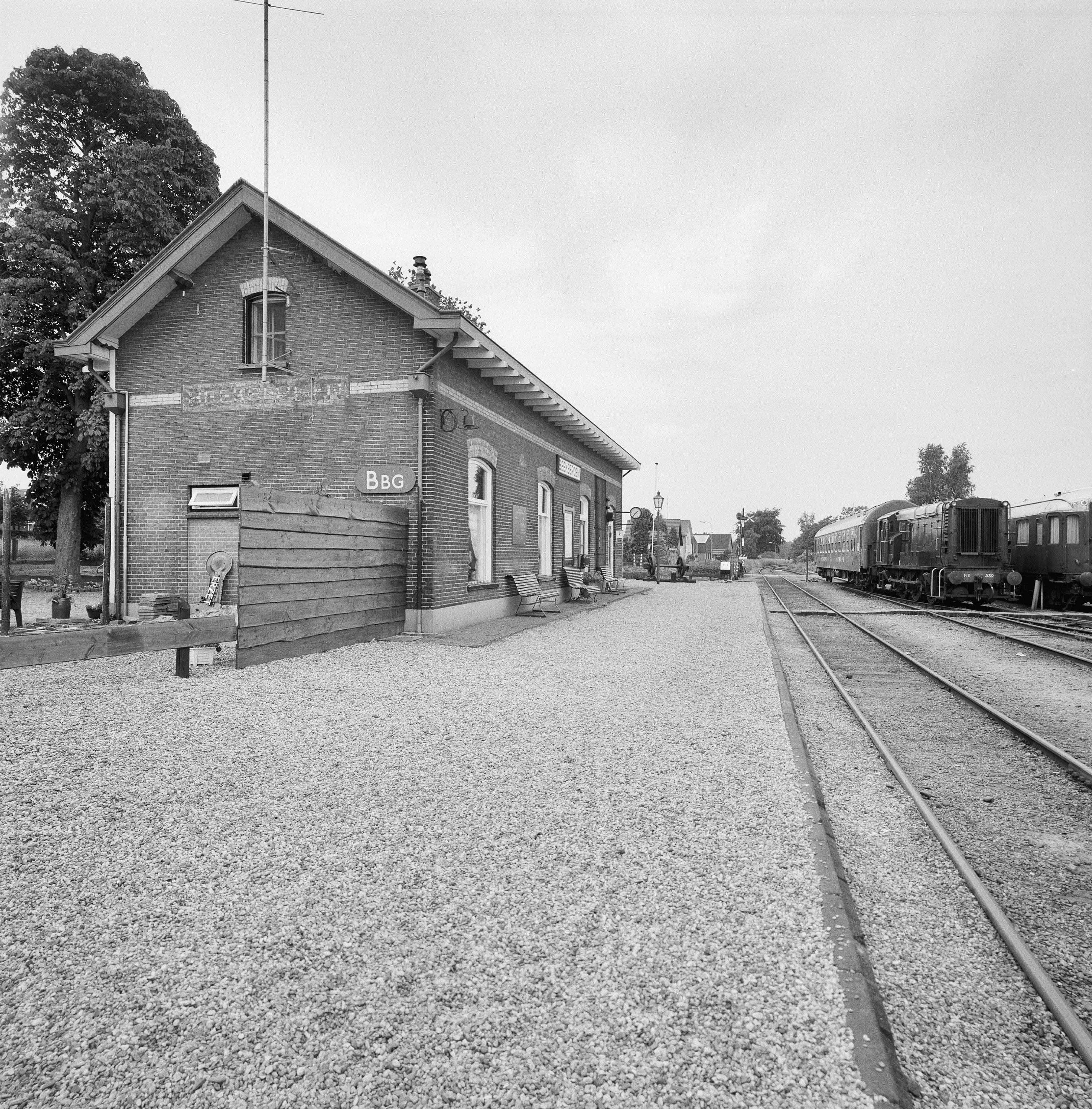
Station Beekbergen, perronzijde in 1995.
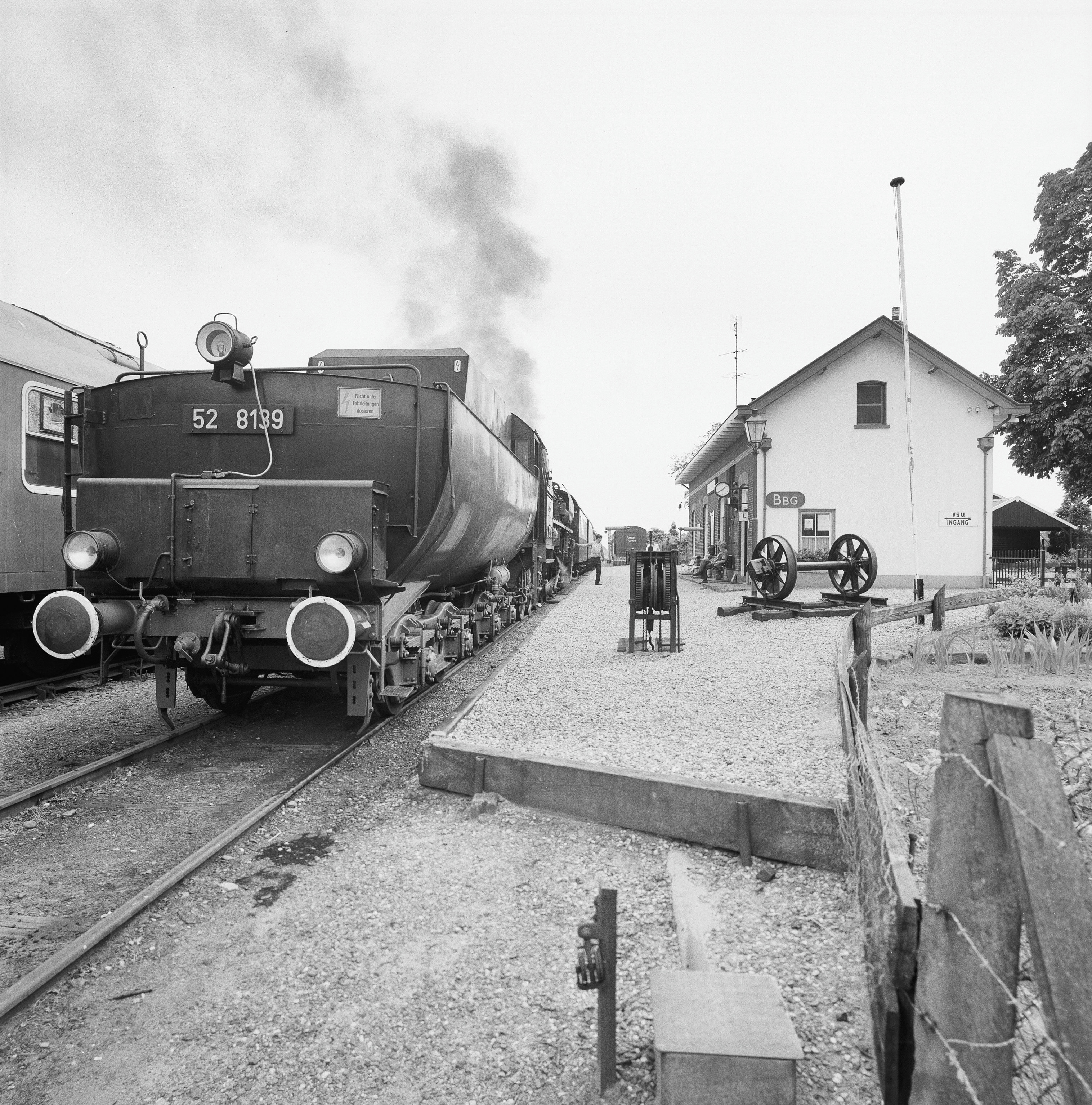
Locomotief DR 52 8139 met tender voor te Station Beekbergen in 1995.
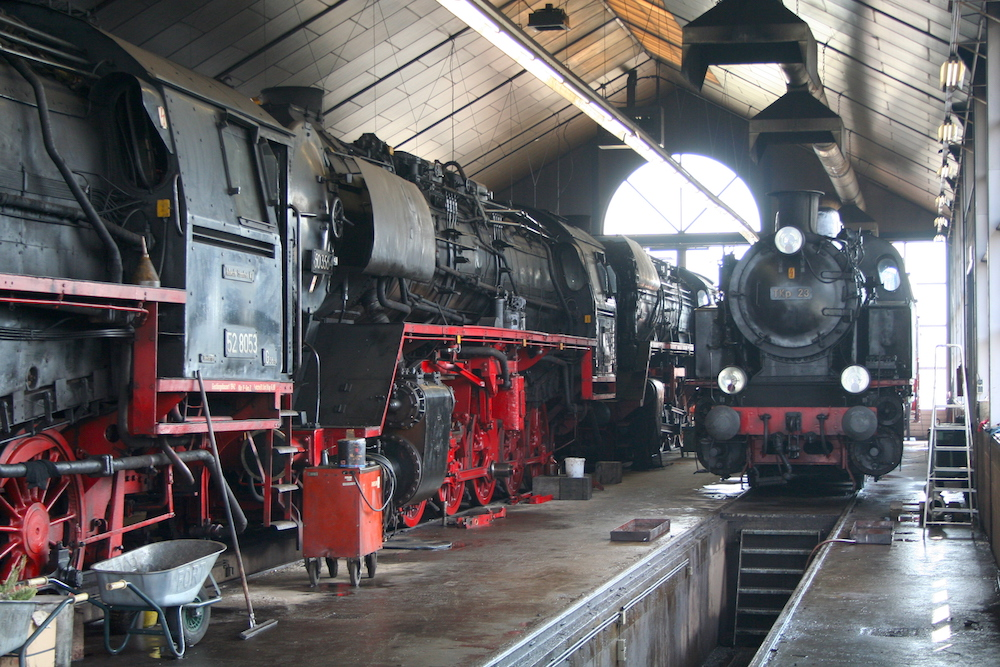
Interieur VSM-werkplaats met locs 52 8053, 50 3654 en TKp 23 te Beekbergen.
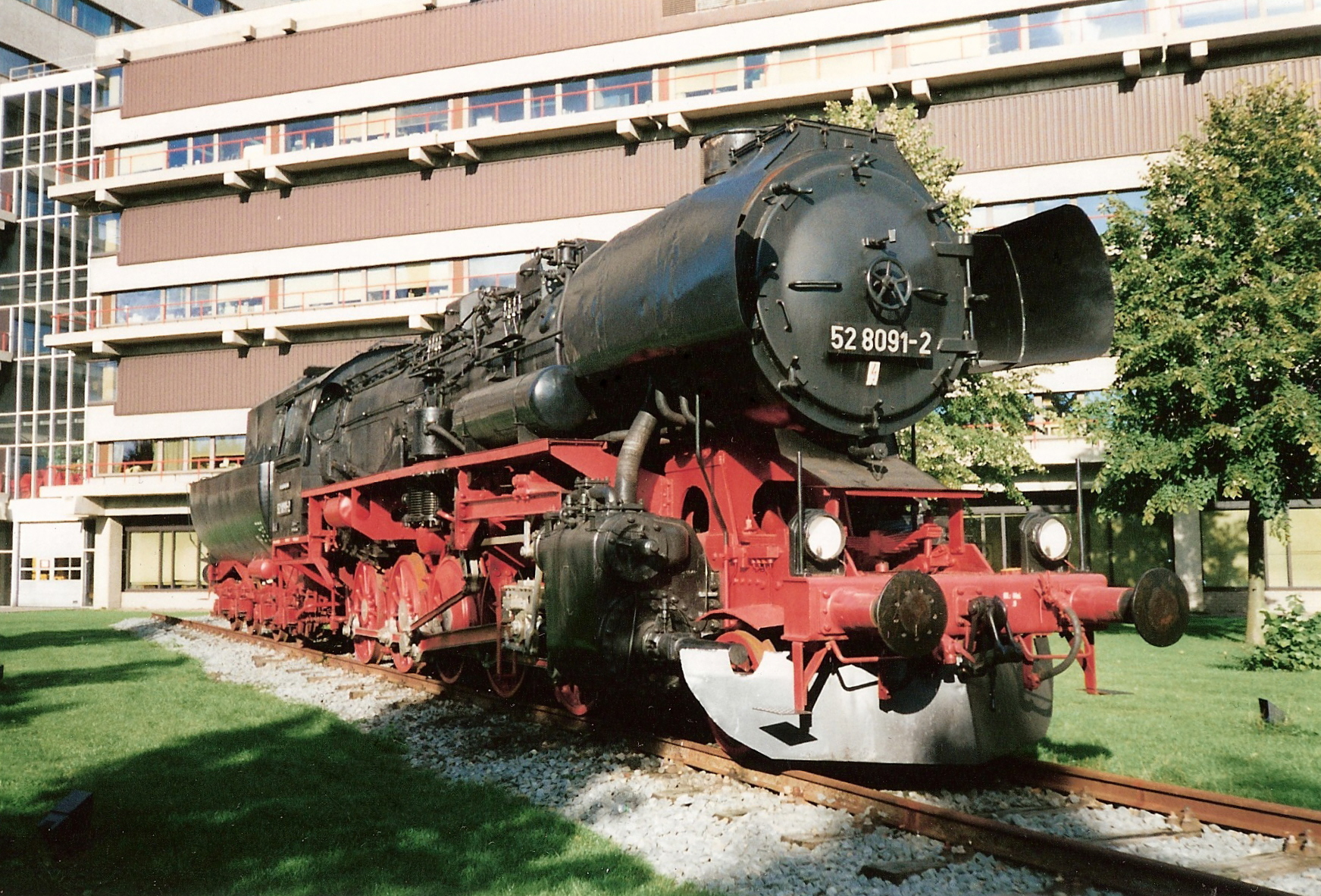
Loc 52 8091-2 stond enige tijd bij het AMC in Amsterdam-Zuidoost voordat deze naar de VSM kwam.
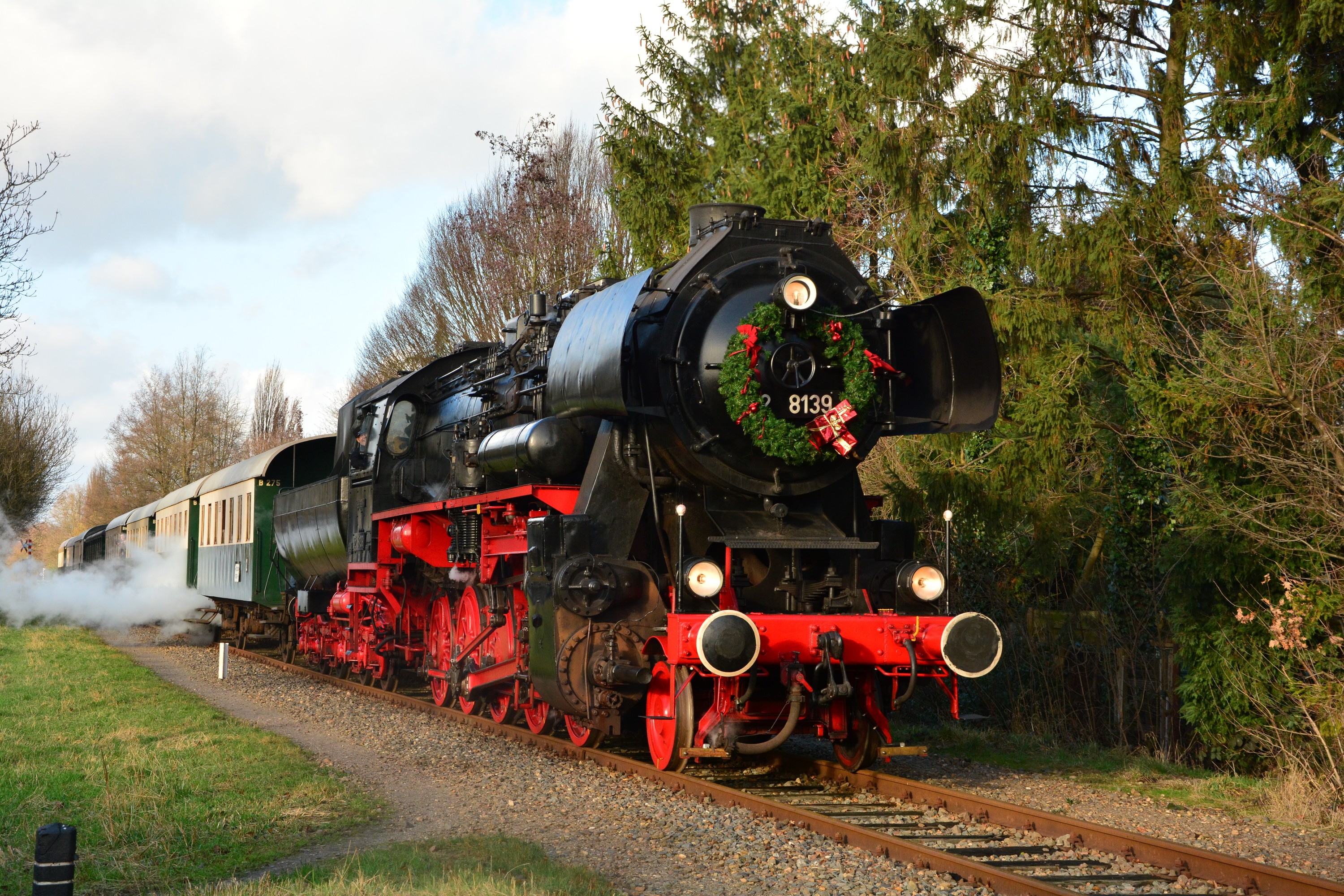
Loc 52 8139 met een kerstrit nadert Station Eerbeek; 26 december 2016.
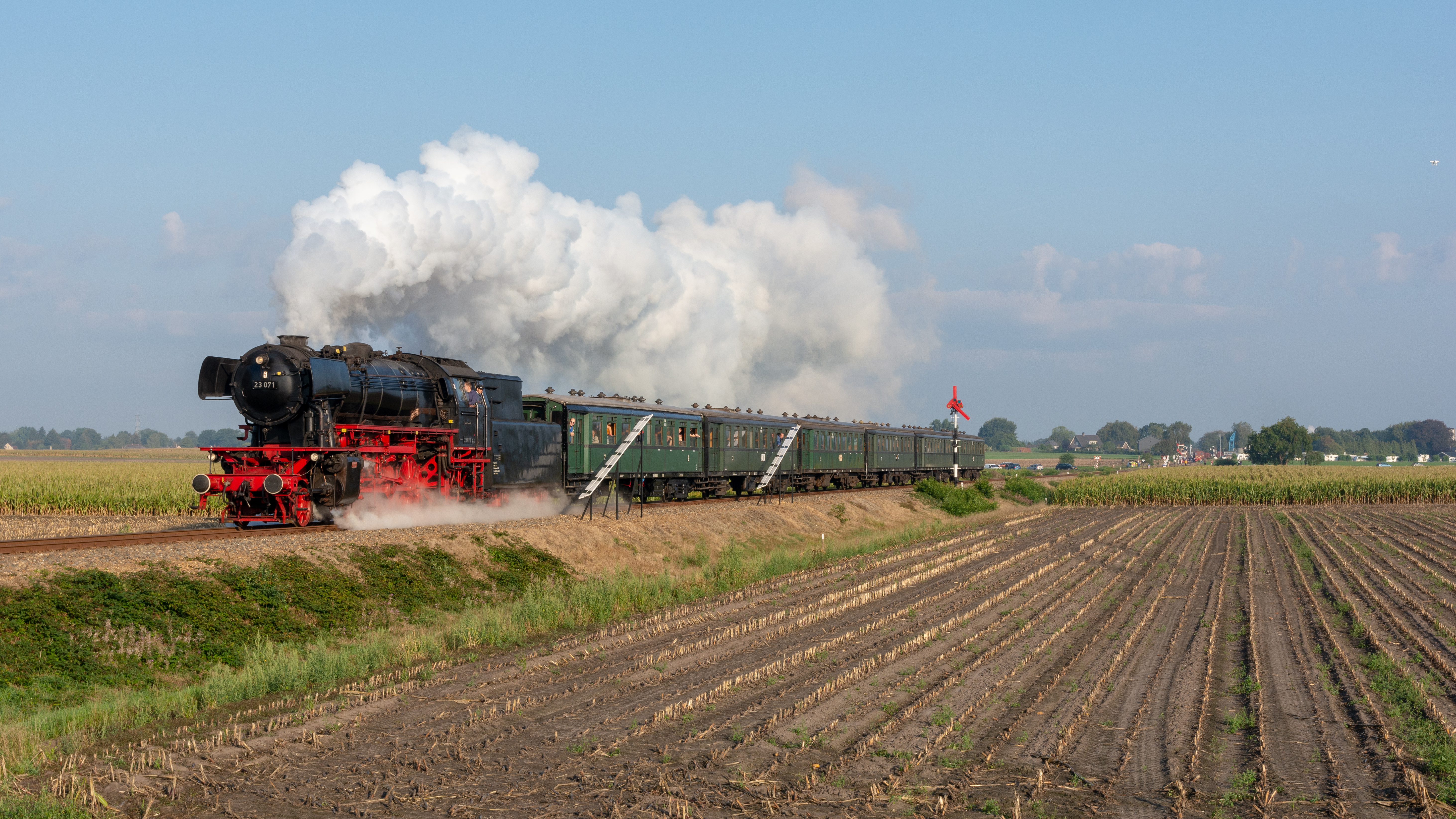
Loc 23 071 met rijtuigen Mat '24 op weg van Beekbergen naar Loenen; 2 september 2018.
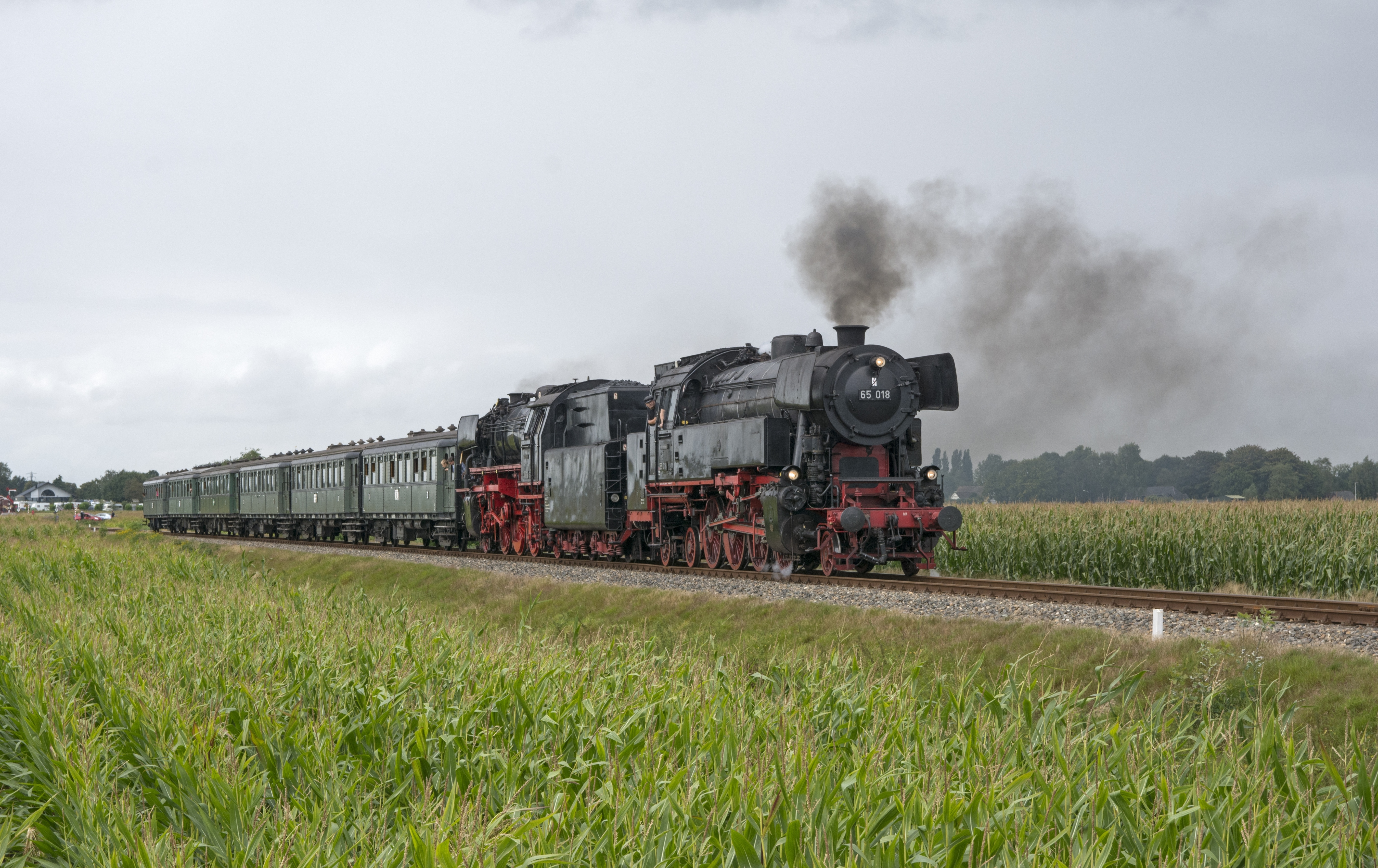
Locs 65 018 (SSN) en 23 071 (VSM) met rijtuigen Mat '24 op weg van Beekbergen naar Loenen; 4 september 2016.
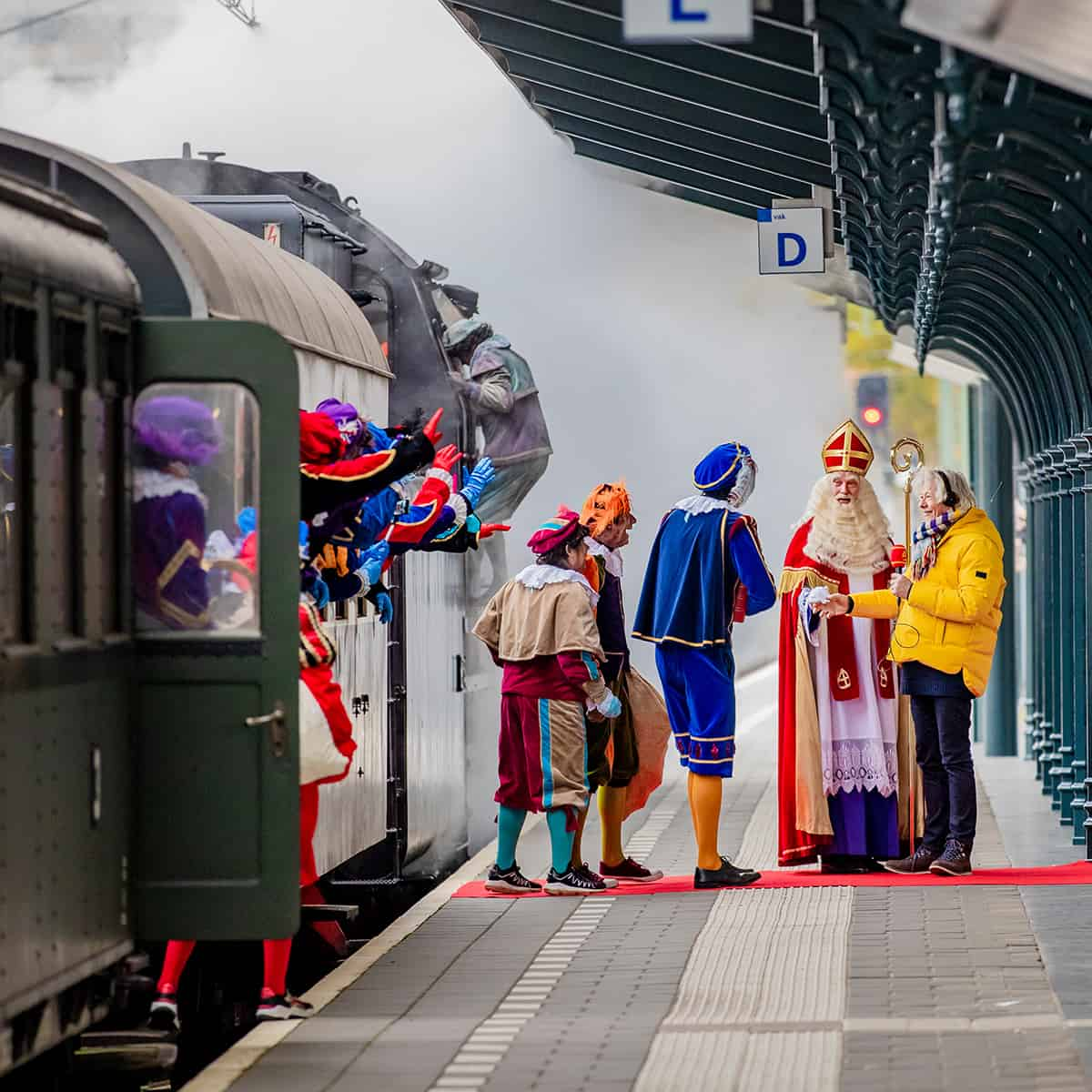
In 2019 mocht de VSM de landelijke sinterklaasintocht regelen.
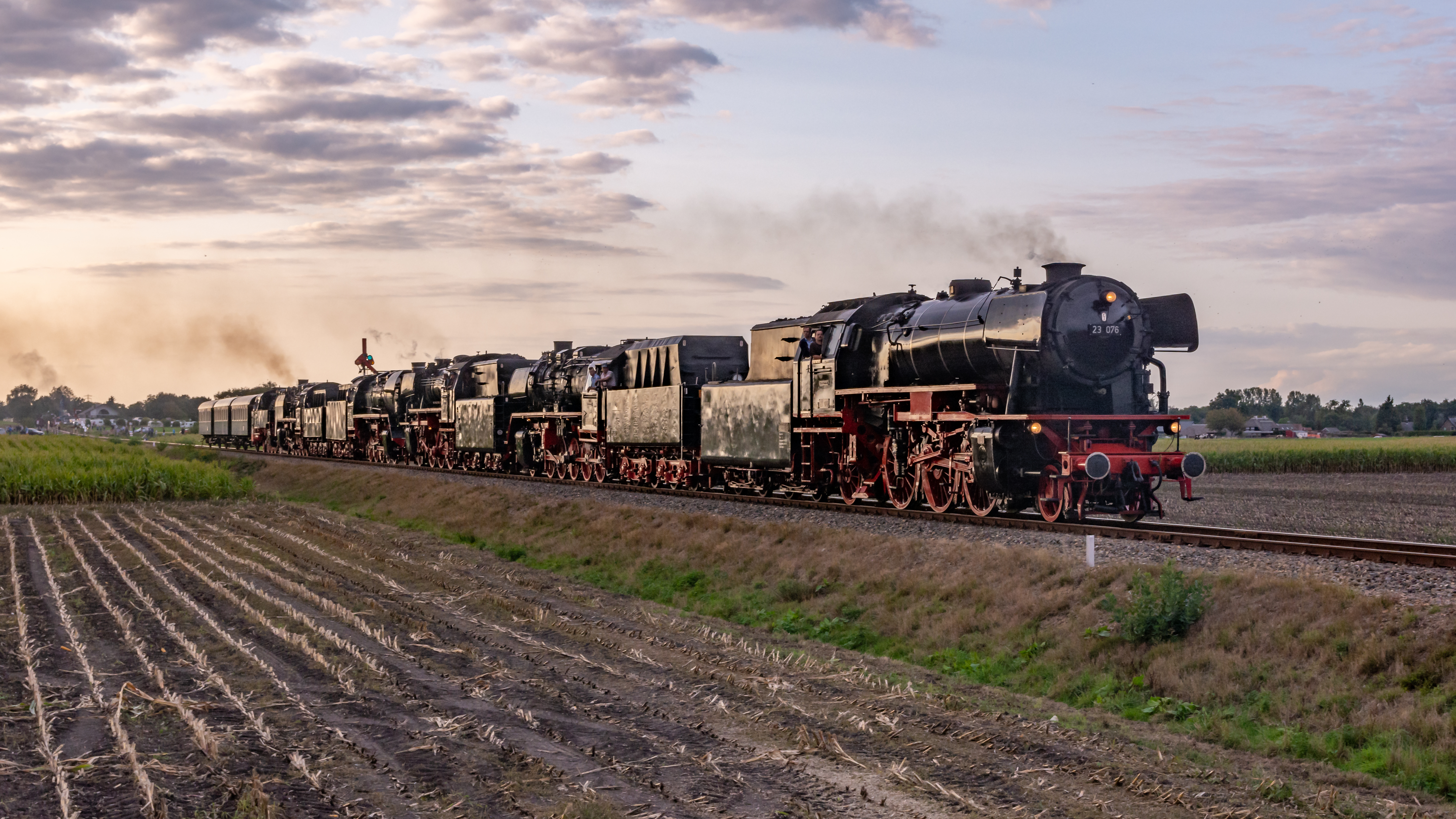
Trein tijdens het evenement 'Terug naar Toen' met vijf stoomlocs in voorspan: 23 076 + 50 3654 + 23 071 + 44 1593 + 50 307 en 64 415; 31 augustus 2018.
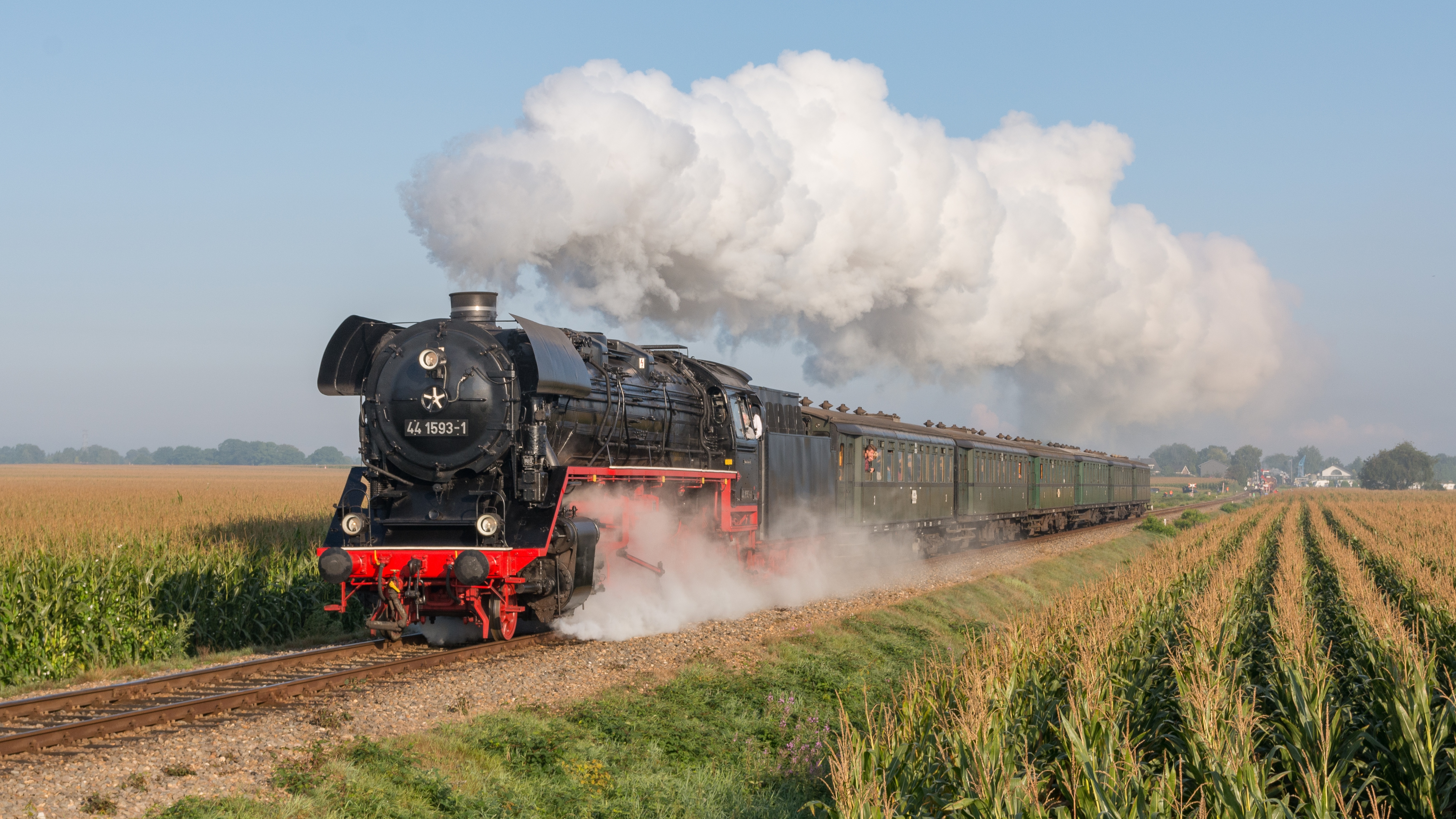
Reizigerstrein met loc 44 1593 van Beekbergen naar Loenen; 3 september 2017.
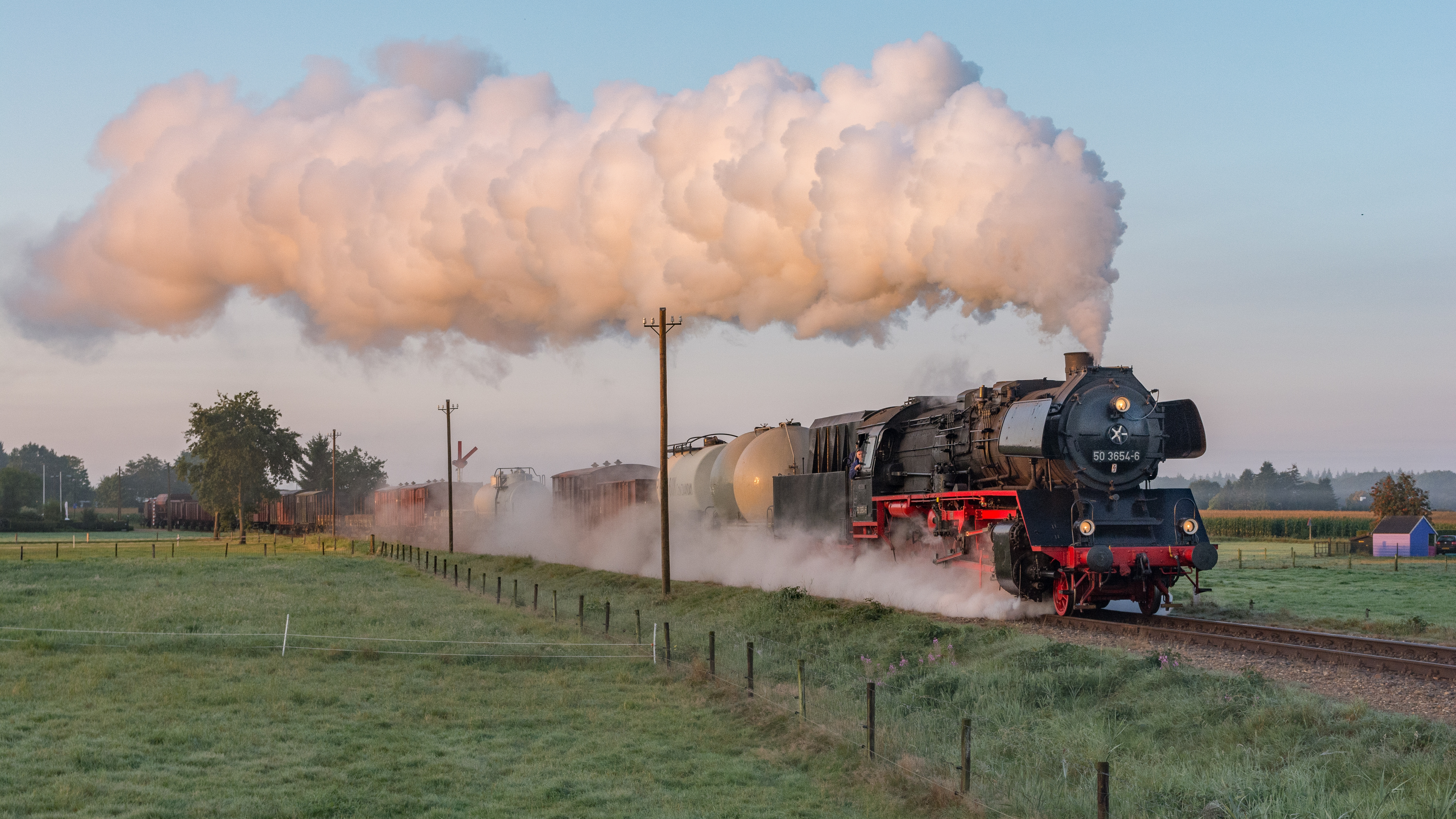
Loc 50 3654 met goederentrein naar Apeldoorn; 3 september 2017.
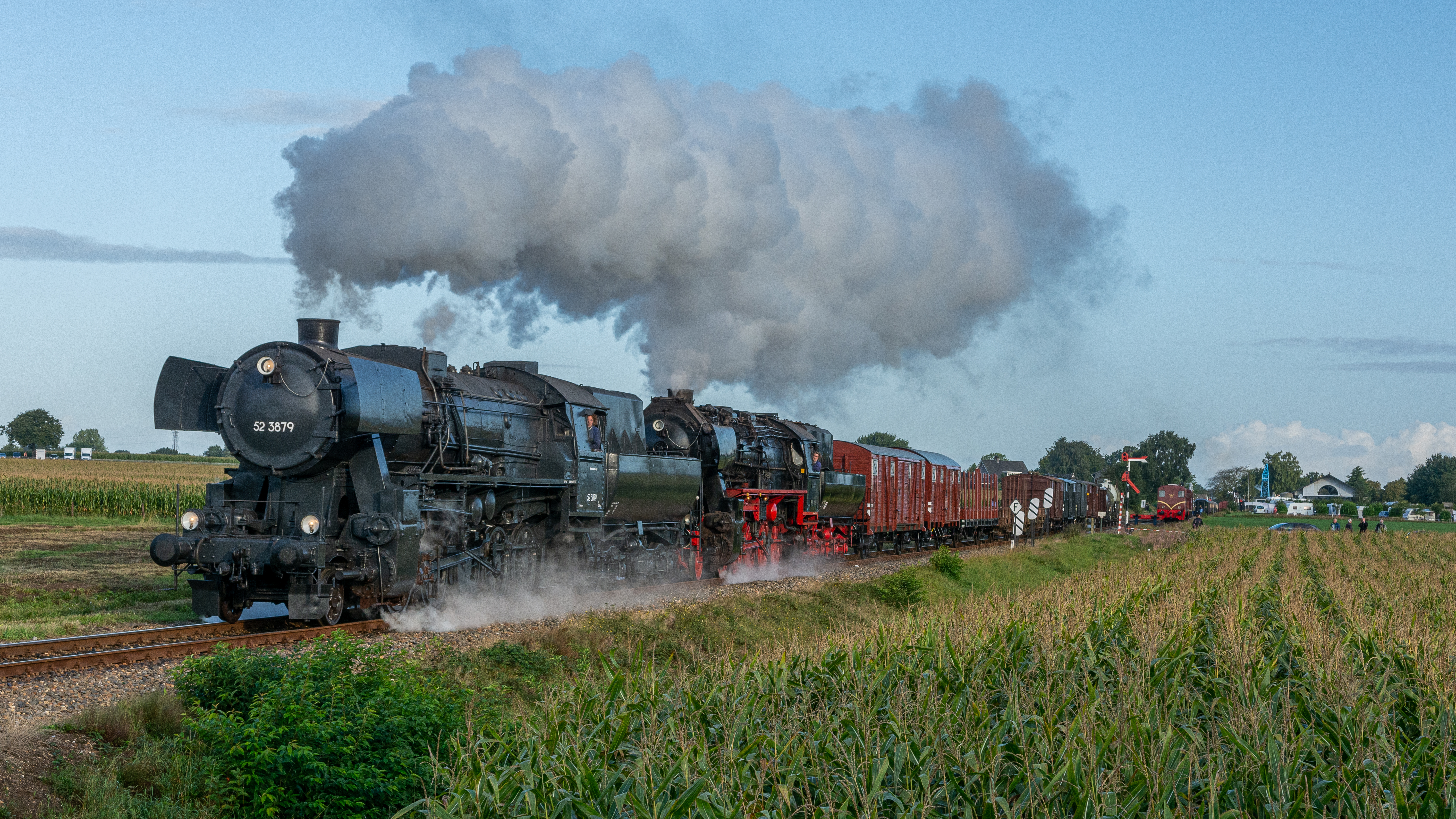
Locs 52 3879 en 52 8139 met goederentrein van Beekbergen naar Loenen; 8 september 2019.
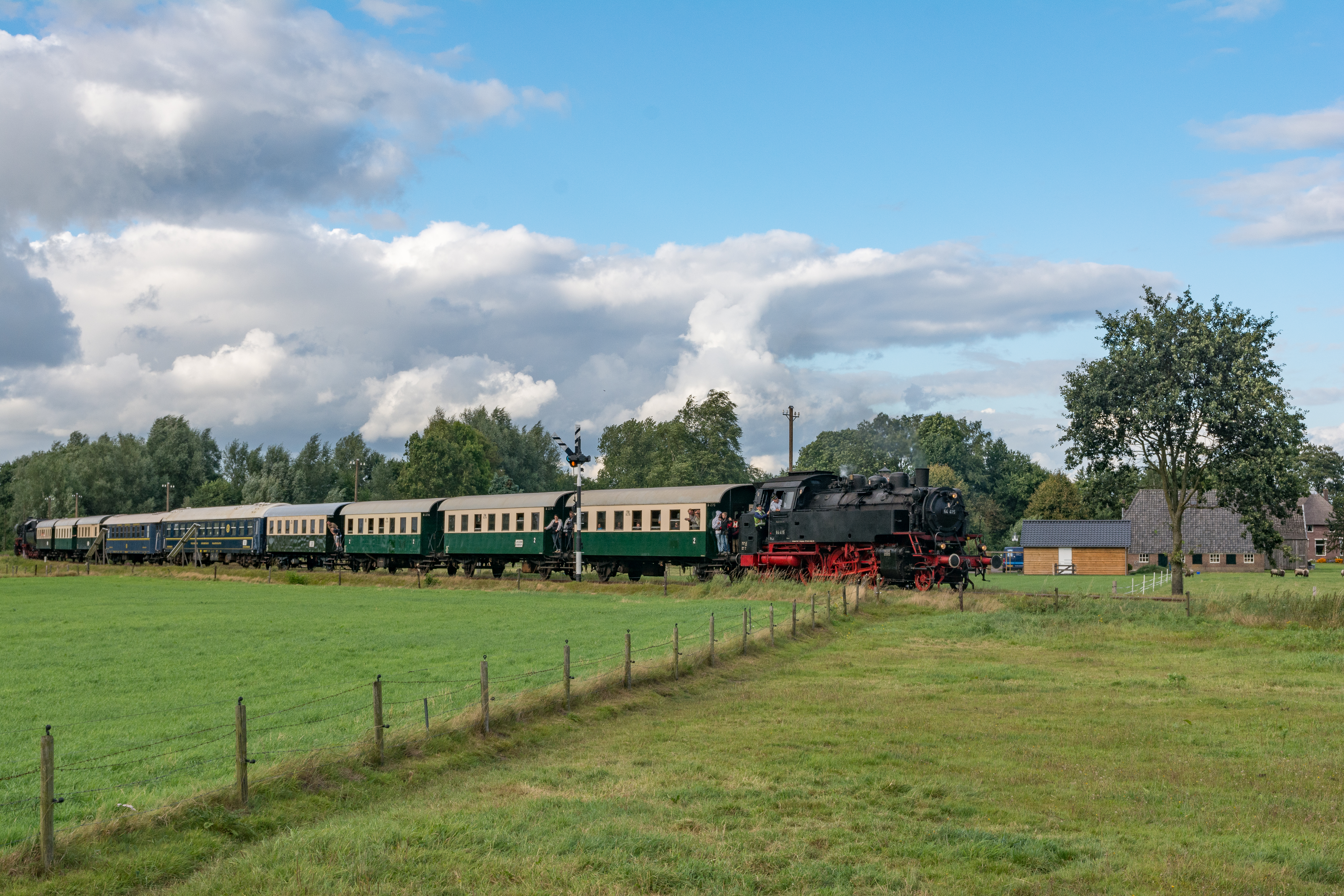
Loc 64 415 met Oostenrijkse rijtuigen bij Beekbergen; 4 september 2016.
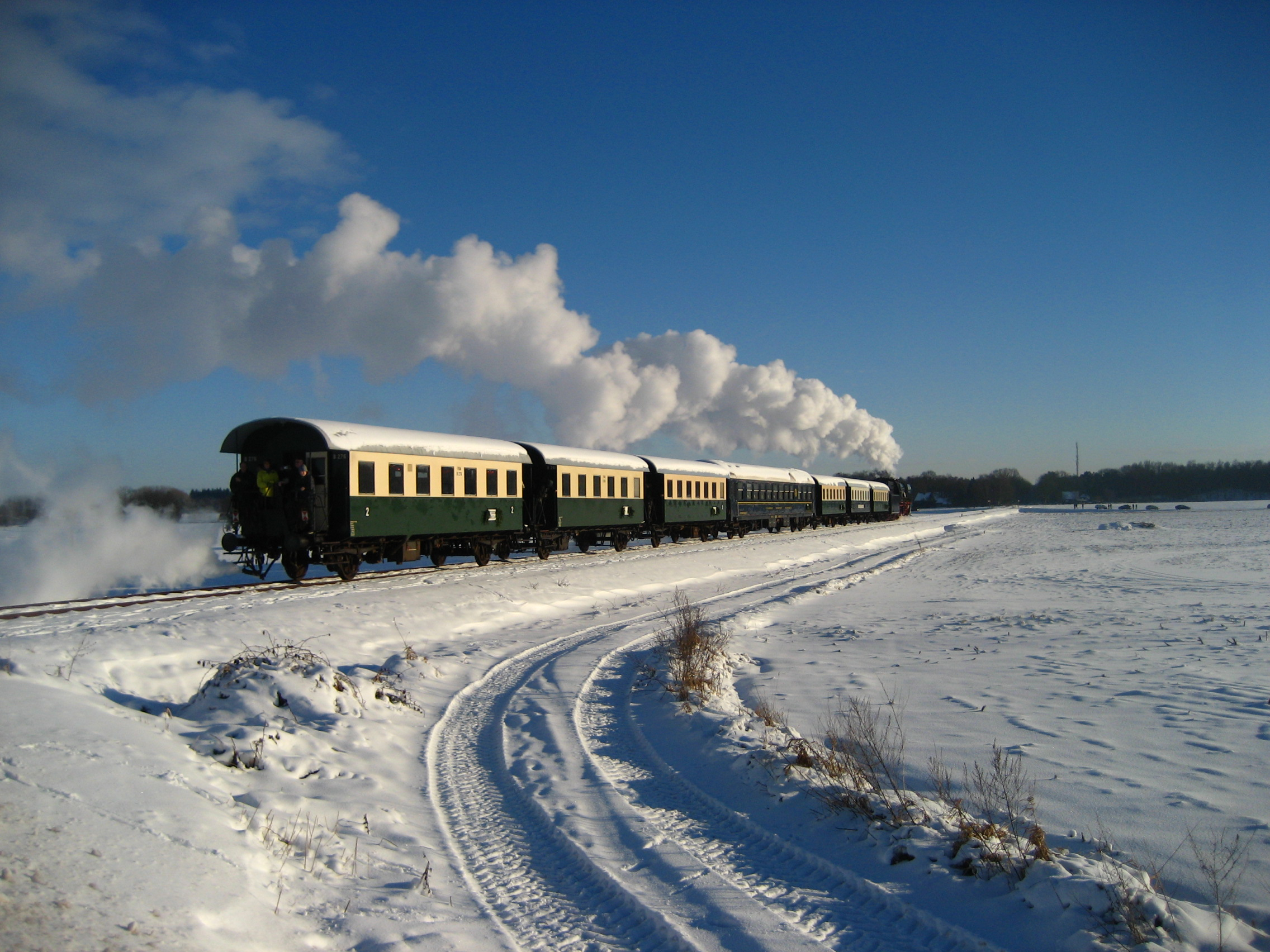
Trein van de VSM met Oostenrijkse rijtuigen tijdens een winterrit; 26 december 2010.
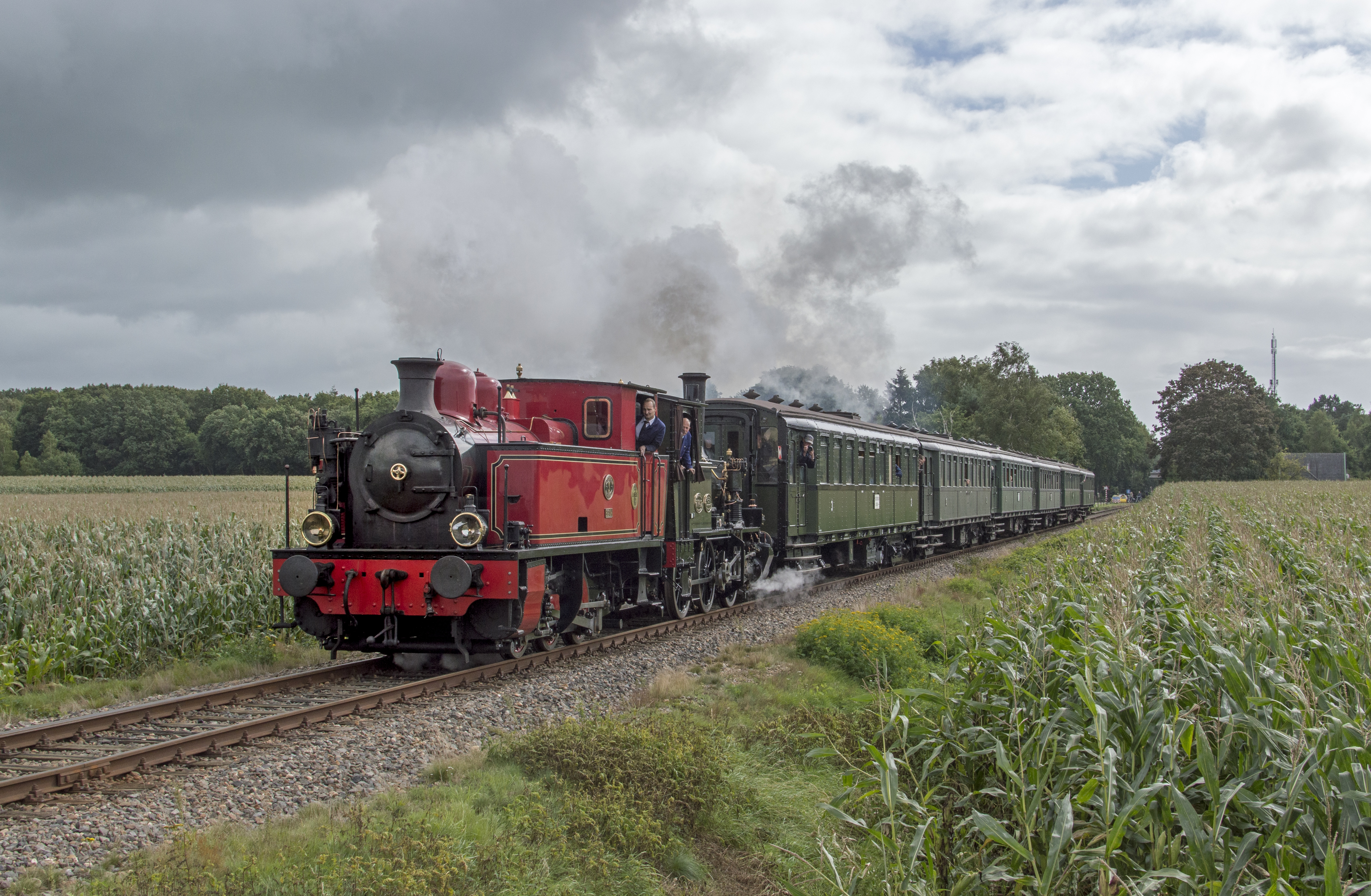
Gastoptreden van de locs 'Bison' (SGB) en 'Bello' (SHM) met reizigerstrein; 6 september 2015.
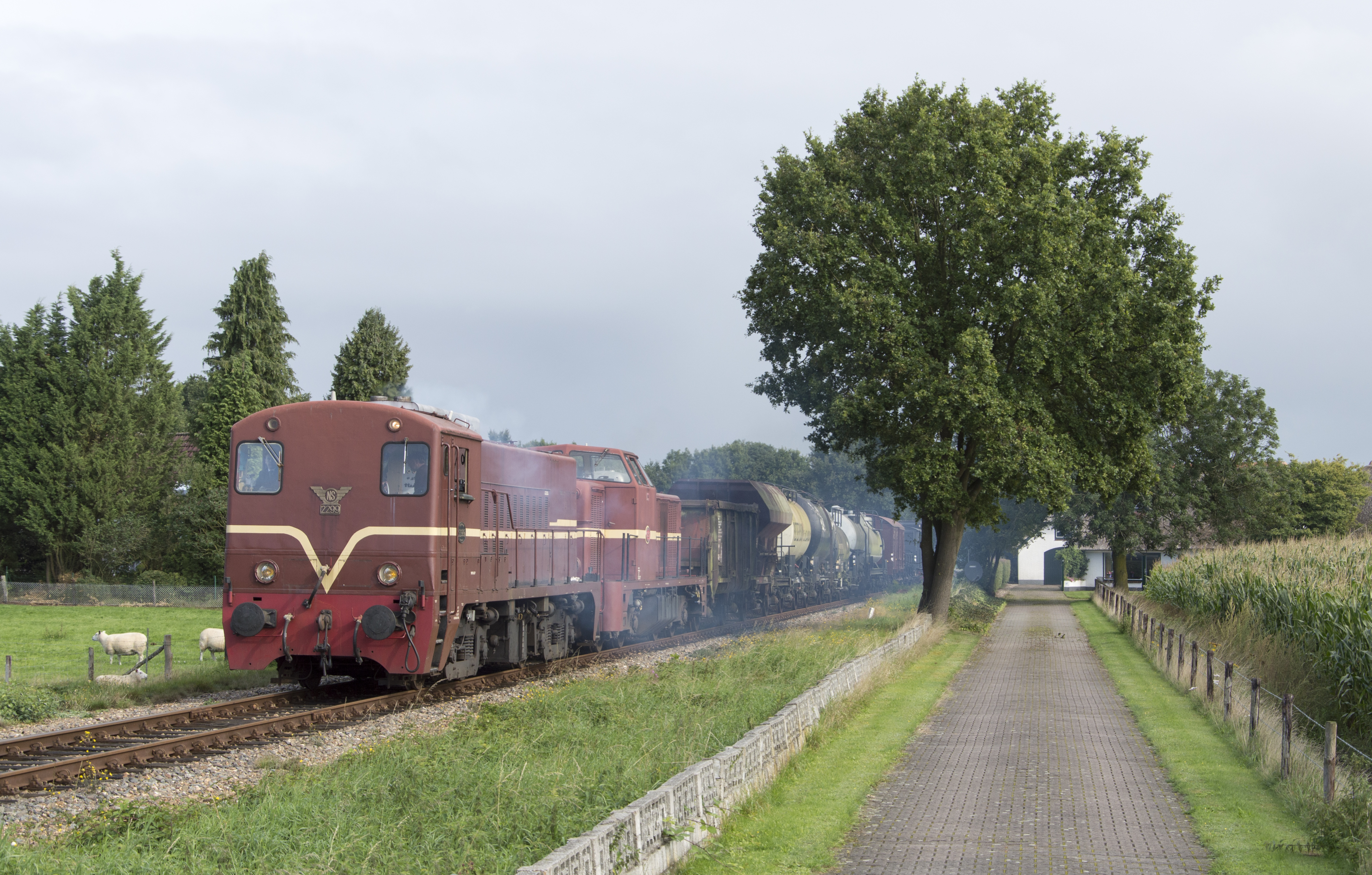
Locs 2299 en 2530 met goederentrein naar Beekbergen; 6 september 2015.
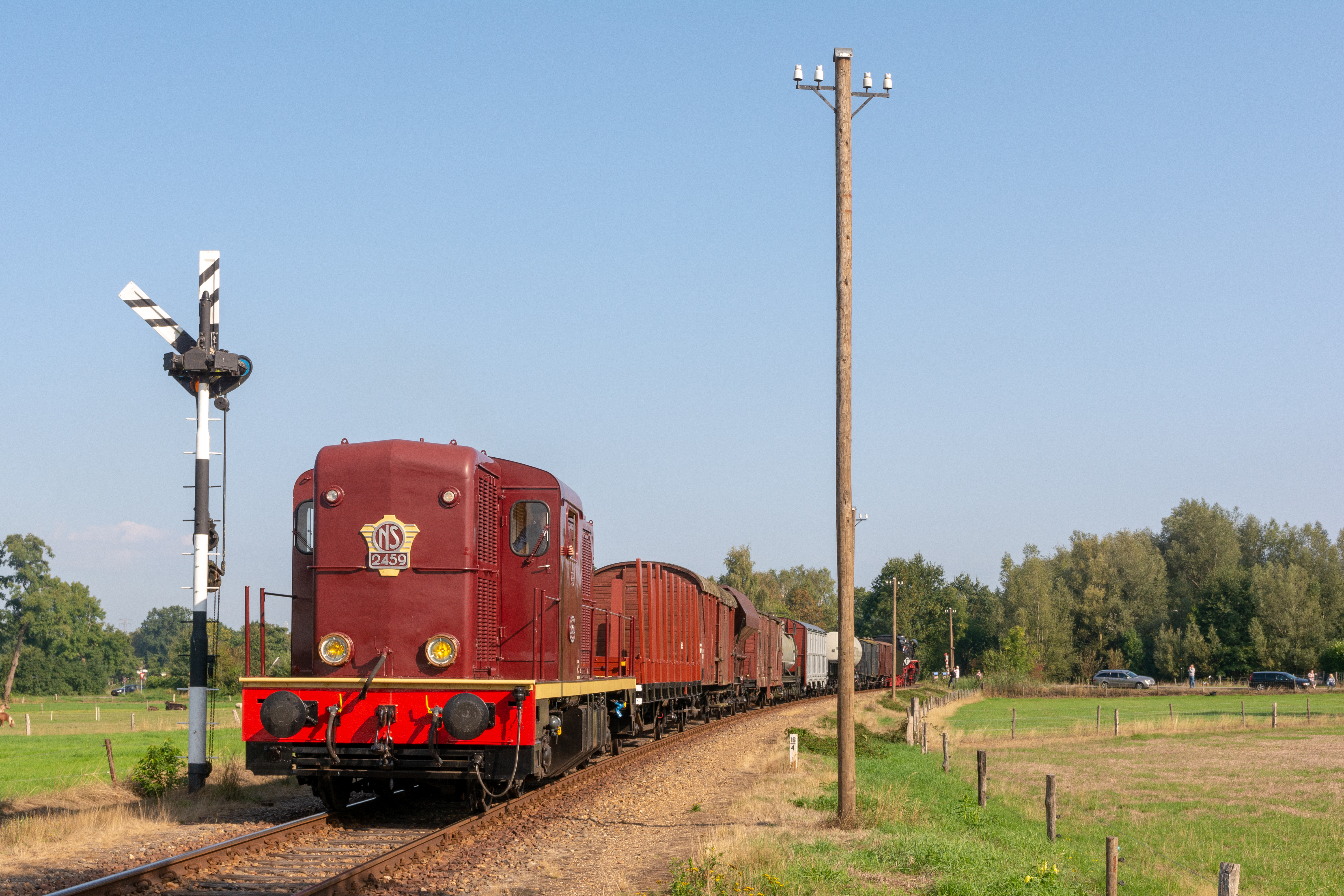
Loc 2459 met goederentrein van Apeldoorn VAM naar Beekbergen; 2 september 2018.
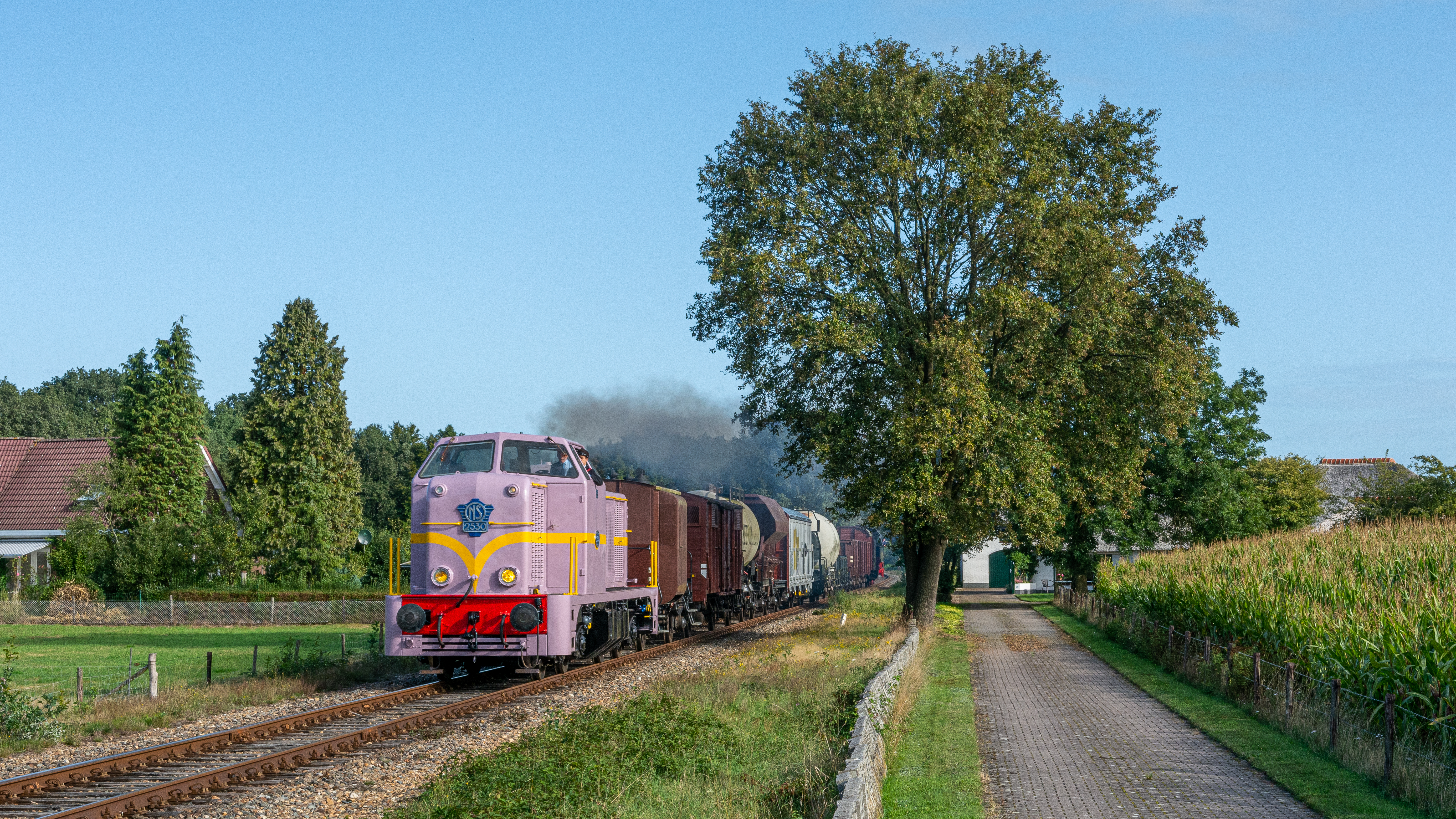
Loc 2530 (weer) in lila uitvoering met goederentrein bij Beekbergen; 8 september 2019.
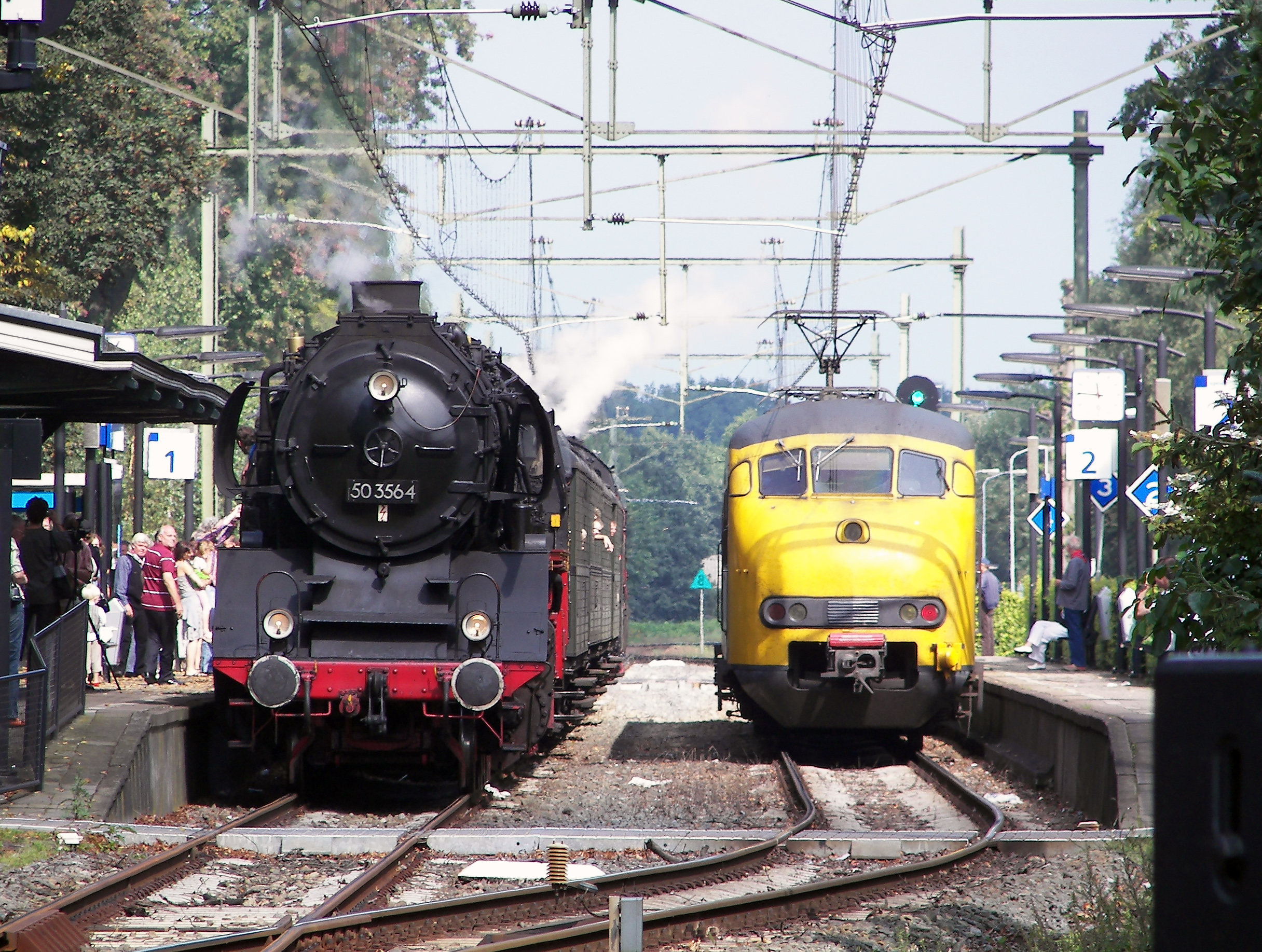
VSM 50 3564/50 307, Lunteren, Stoom op de Heideweek 25 aug 2007
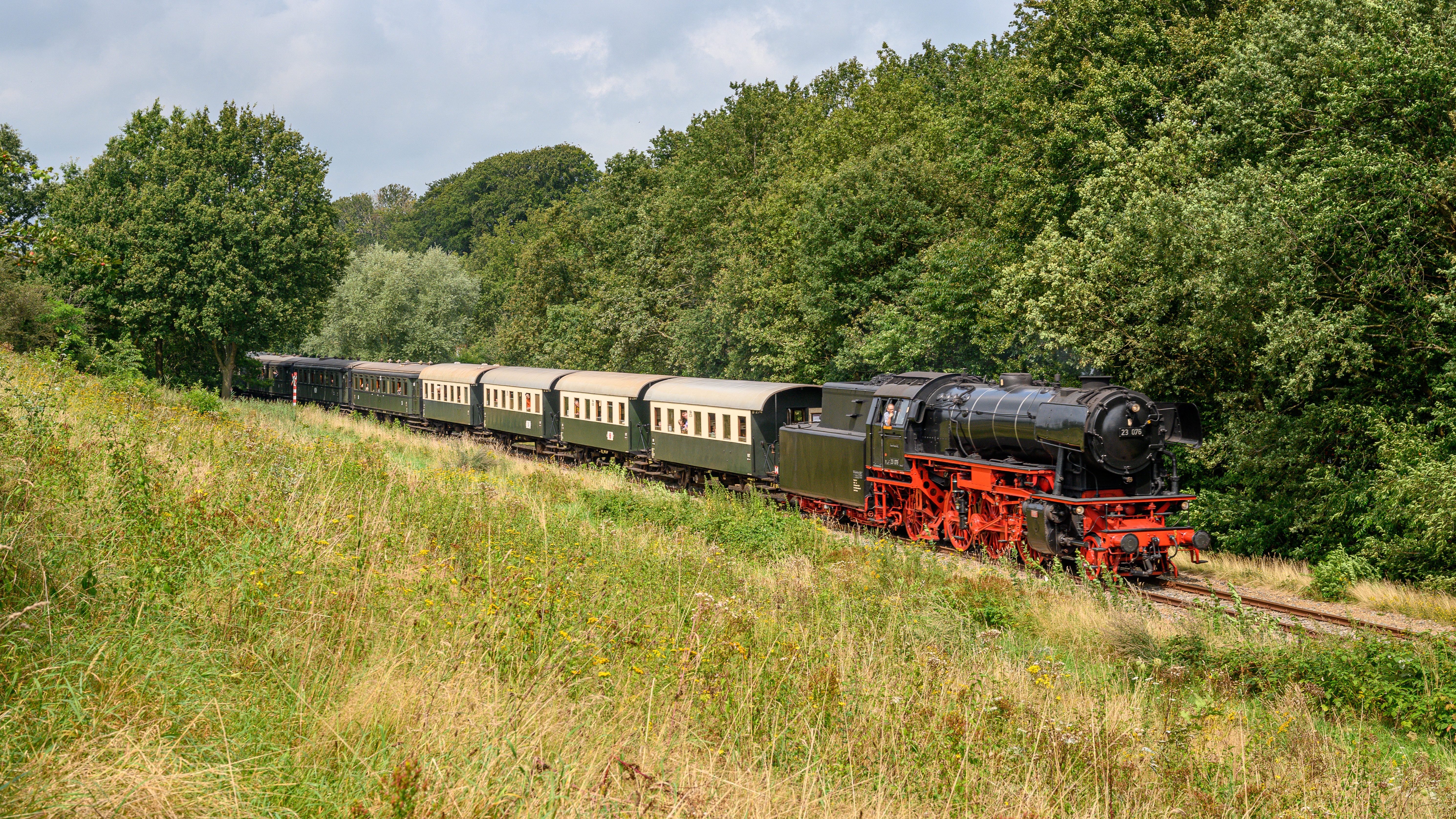
23 076 in Dieren
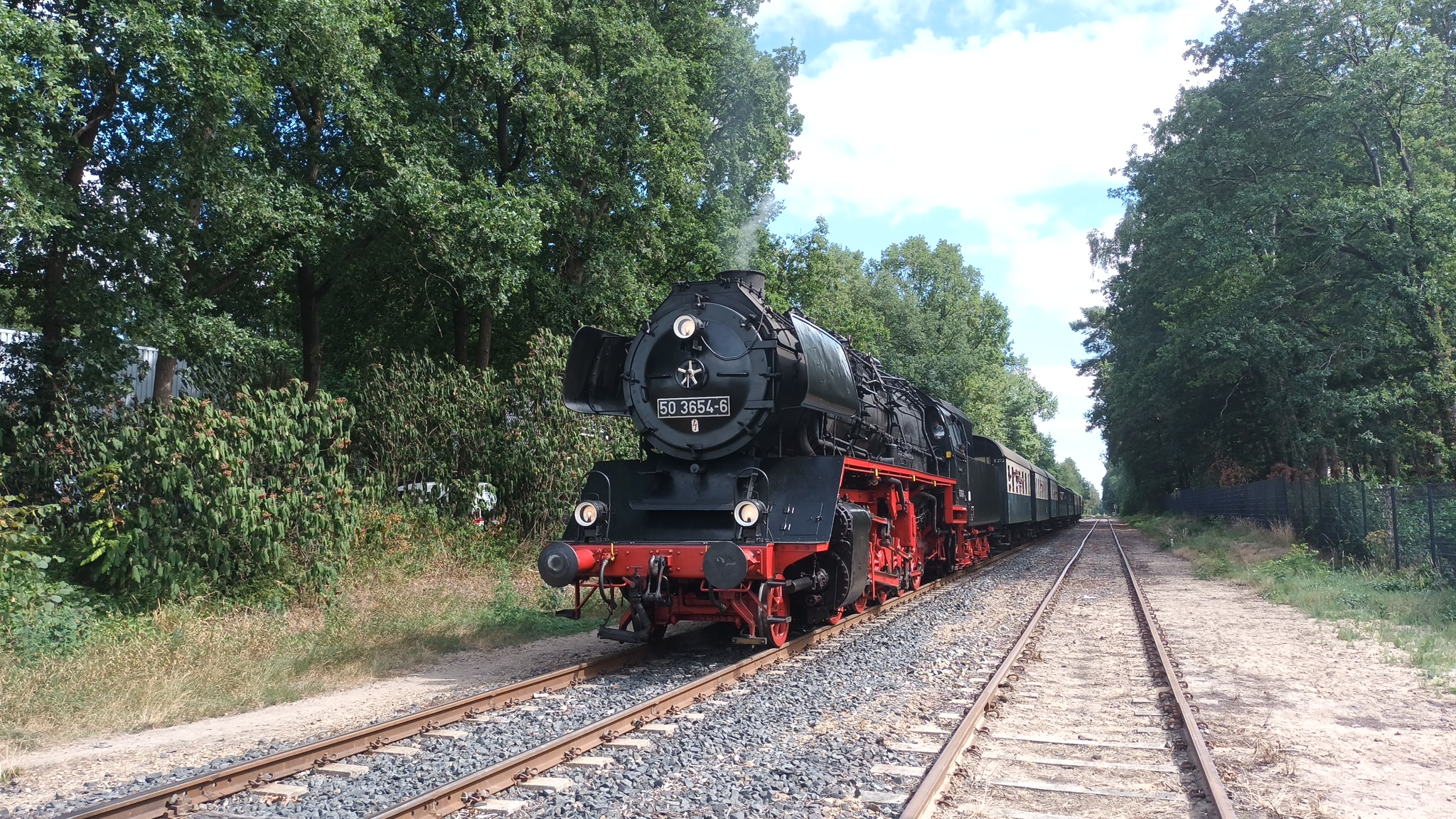
50 3654-6 bij de overgang loubergweg (Eerbeek)
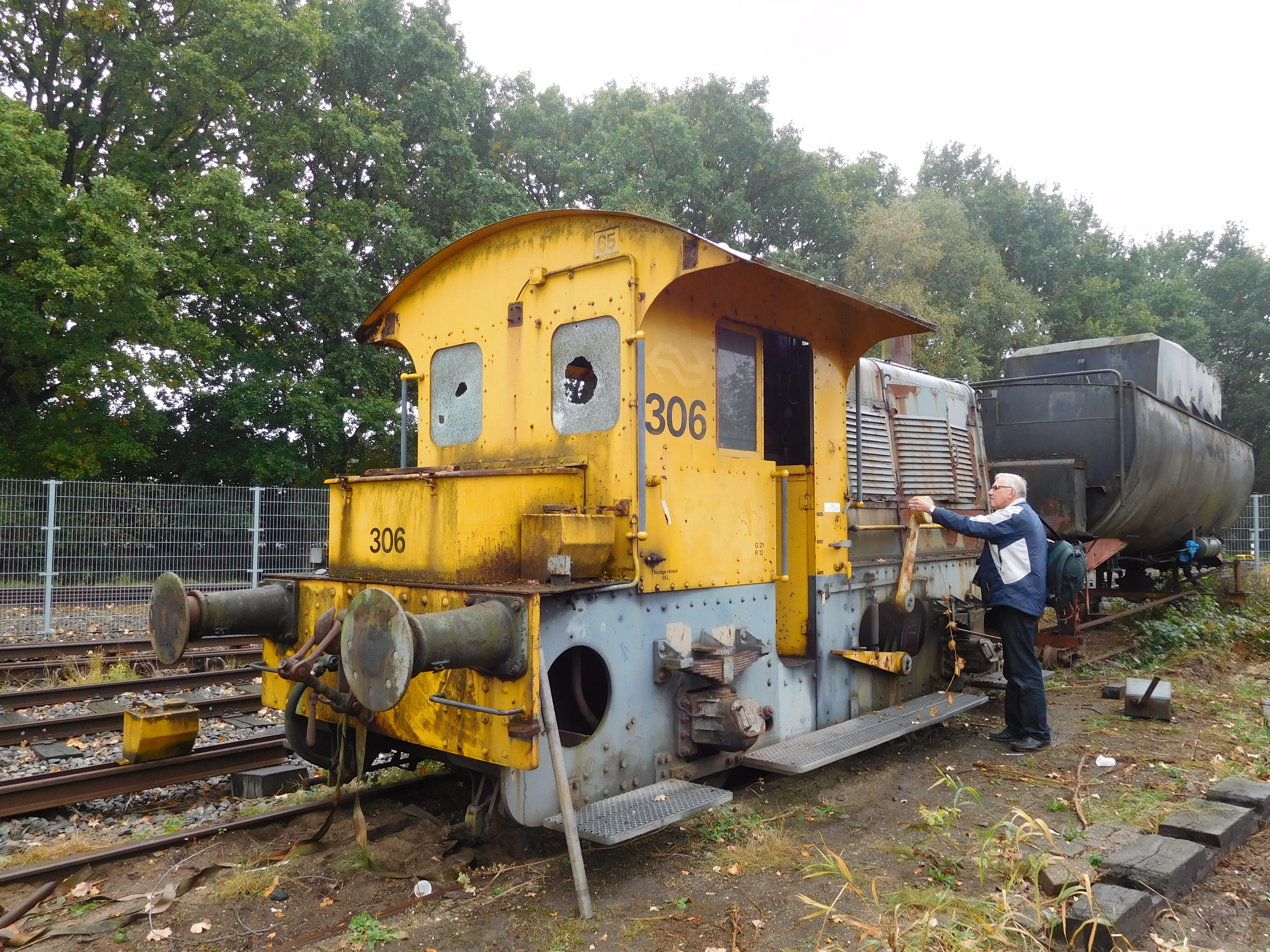
Sik 306 in werkplaats apeldoorn

## Materieeloverzicht

### Tractievoertuigen[3]
| Nummer                             | Bouwjaar (fabriek)                                    | Opmerkingen | Afbeelding |
| ---------------------------------- | ----------------------------------------------------- | --- | ---------- |
| Stoomlocomotieven                  |                                                       | |            |
| DB 23 071                          | 1956 (Arnold Jung Lokomotivfabrik)                    | Dienstvaardig |            |
| DB 23 076                          | 1956 (Arnold Jung Lokomotivfabrik)                    | Dienstvaardig |            |
| DR 41 241                          | 1940 (AEG)                                            | Dienstvaardig |            |
| DR 44 193                          | 1940 (Fried. Krupp Aktiengesellschaft Essen)          | Ex VSM, sinds 2022 van de BEM - Bayerisches Eisenbahnmuseum e.V.                                                                              |            |
| DR 44 1085                         | 1942 (Lokomotivfabrik Floridsdorf)                    | Buiten dienst |            |
| DR 44 1593-1                       | 1943 (Societé Alsacienne de Constructions Mecaniques) | Dienstvaardig |            |
| DR 50 307                          | 1940 (Lokomotivfabrik Floridsdorf)                    | Dienstvaardig, ex-50 3564 |            |
| DR 50 0073-2                       | 1943 (Societé Franco-Belge)                           | Sinds 2020 in bruikleen aan de ZLSM in Simpelveld en is naar de ZLSM overgebracht. Buiten dienst, ex-Vennbahn 50 3666. Oliestook              |            |
| DR 50 3520                         | 1941 (Berliner Maschinenbau)                          | Ex VSM, sinds 2022 van de BEM - Bayerisches Eisenbahnmuseum e.V.                                                                              |            |
| DR 50 3618                         | 1942 (Skoda Lokomotivbau Pilsen)                      | Gesloopt |            |
| DR 50 3654-6                       | 1942 (Berliner Maschinenbau)                          | Dienstvaardig |            |
| DR 50 3681-5                       | 1940 (Henschel & Sohn)                                | Buiten dienst |            |
| DR 52 532                          | 1943 (L. Schwartzkopff)                               | Bij de ZLSM in Simpelveld |            |
| DR 52 3879                         | 1944 (Lokomotivfabrik Floridsdorf)                    | Dienstvaardig, ex-SSN 52 3879 |            |
| DR 52.8010                         | 1943 (Lokomotivfabrik Floridsdorf)                    | Buiten dienst |            |
| DR 52.8053                         | 1943 (Henschel & Sohn)                                | Wacht op revisie |            |
| DR 52.8091                         | 1943 (Lokomotivfabrik Floridsdorf)                    | Buiten dienst |            |
| DR 52.8139                         | 1943 (Arnold Jung Lokomotivfabrik)                    | In revisie |            |
| DB 64 415                          | 1936 (Arnold Jung Lokomotivfabrik)                    | Dienstvaardig |            |
| DB 65 018                          | 1955 (Kraus Maffei)                                   | Sinds oktober 2019 aanwezig bij de VSM. Bedrijfsvaardig, voor 10 jaar gehuurd van de Stoom Stichting Nederland. Laatste uit een serie van 18. |            |
| DB 80 036                          | 1928 (Hohenzollern AG)                                | In revisie |            |
| DB 094 055                         | 1921 (Hanomag)                                        | In 1976 gesloopt |            |
| RAG 777                            | 1953 (Krupp)                                          | In 1981 verkocht aan SSTT |            |
| PKP TKp 23                         | 1957 (Chrzanów)                                       | Wacht op revisie |            |
| PKP TKp 5353                       | 1957 (Chrzanów)                                       | Buiten dienst |            |
| Locomotoren en rangeerlocomotieven |                                                       | |            |
| NS 116                             | 1930 (Schwarzkopff)                                   | Dienstvaardig |            |
| NS 218                             | 1935 (Werkspoor, Amsterdam)                           | Dienstvaardig |            |
| NS 225                             | 1935 (Werkspoor, Amsterdam)                           | Dienstvaardig |            |
| NS 265                             | 1936 (Werkspoor, Amsterdam)                           | Dienstvaardig |            |
| NS 289                             | 1938 (Centrale Werkplaats NS, Zwolle)                 | Verkocht, staat nu in Winterswijk |            |
| NS 306                             | 1938 (Centrale Werkplaats NS, Zwolle)                 | Motorblok zit in de 307 |            |
| NS 306/307                         | 1940 (Werkspoor, Amsterdam)                           | Dienstvaardig |            |
| NS 309                             | 1940 (Werkspoor, Amsterdam)                           | Dienstvaardig |            |
| NS 321                             | 1940 (Werkspoor, Amsterdam)                           | Dienstvaardig |            |
| NS 532                             | 1954 (English Electric)                               | Dienstvaardig |            |
| NS 604                             | 1956 (English Electric)                               | gesloopt |            |
| NS 618                             | 1956 (English Electric)                               | Buiten dienst |            |
| NS 636                             | 1956 (English Electric)                               | Dienstvaardig |            |
| NS 650                             | 1956 (English Electric)                               | Buiten dienst/ in revisie |            |
| NS 661                             | 1957 (English Electric)                               | Gesloopt in 2015 |            |
| TM 565                             | (H. Breuer & Co)                                      | Buiten dienst |            |
| MAK 400023                         | 1959 (Machinenbau Kiel)                               | In 2006(?) naar HKS metals Amsterdam |            |
| Deutz 55779 (ESSO)                 | 1954 (Deutz)                                          | Ging in 2012 naar DSP in Tilburg |            |
| Diesellocomotieven                 |                                                       | |            |
| NS 2019                            | 1943 (Whitcomb)                                       | Buiten dienst |            |
| NS 2203                            | 1955 (Allan Rotterdam)                                | Buiten dienst |            |
| NS 2207                            | 1955 (Allan Rotterdam)                                | Buiten dienst |            |
| NS 2233                            | 1956 (Allan Rotterdam)                                | Dienstvaardig |            |
| NS 2299                            | 1959 (Allan Rotterdam)                                | Dienstvaardig |            |
| NS 2412                            | 1954 (Alsthom)                                        | Dienstvaardig |            |
| NS 2459                            | 1956 (Alsthom)                                        | Dienstvaardig |            |
| NS 2530                            | 1957 (Alsthom)                                        | Dienstvaardig |            |
| DR 100 093-2                       | 1968 (LEW)                                            | Buiten dienst, in 1995 naar VEB tractie |            |

### Motorrijtuig
| Nummer | Tractie | Naam  | Bouwjaar | Opmerkingen | Afbeelding |
| ------ | ------- | ----- | -------- | --- | ---------- |
| T 6    | Diesel  |       | 1936     | Op 4 augustus 1975 arriveerde in Apeldoorn motorrijtuig T6 van de Mindener Kreisbahnen. De VSM verwierf dit rijtuig van de Noord Nederlandse Museumbaan. Het motorrijtuig kwam alleen in 1976 in die functie in dienst. Hij werd begin 1980 gesloopt. |            |
| M 1503 | Diesel  | 'Uil' | 1955     | In 1955 door Talbot (Aken) als VT3 gebouwd voor de AG Ruhr-Lippe-Eisenbahnen. In 1967 naar de Hümmlinger Kreisbahn. In 1971 naar de SHM. In 1982 naar VSM, in 1984 ook bij de Hoogovens. Gesloopt in 1994.                                            |            |

### Rijtuigen
De VSM beschikt over een grote collectie rijtuigen. In de stoomtreindienst worden met name de 'Oostenrijkers' ingezet. Deze tweeassige rijtuigen zijn in de jaren vijftig door de Österreichische Bundesbahnen gebouwd op oude onderstellen. Met hun open balkons zijn ze bij het publiek populair.
Aan Nederlands materieel heeft de VSM zes rijtuigen van het type 'Blokkendoos' (mat '24), rijtuigen uit de jaren twintig die oorspronkelijk in elektrische treinen reden. Hieronder is ook de B 8501: een van de rijtuigen uit het prototype Blokkendoos-treinstel uit 1924. Er zijn ook 10 rijtuigen van het type 'bolkop', waaronder de ABC 7301, het oudste en laatste vooroorlogse rijtuig van dit type, drie rijtuigen Plan D en zes Plan K.
Naast deze rijtuigen beschikt de VSM over de 'blauwe trein', een luxe trein samengesteld uit restauratierijtuigen van de Compagnie Internationale des Wagons-Lits en van Oost-Duitse oorsprong. Deze trein wordt met name gebruikt voor gezelschapsritten en sinds 2009 ook voor brunch- en dinerritten op feestdagen.
Behalve de bedrijfsvaardige rijtuigen heeft de VSM een slaaprijtuig, dat tijdens meerdaagse ritten op het hoofdspoornet door VSM-vrijwilligers gebruikt wordt, en een aantal niet-bedrijfsvaardige Oost-Duitse rijtuigen.
| Maatschappij en nummer  | Bouwjaar (fabrikant), opmerkingen | Opmerkingen | Afbeelding |
| ----------------------- | --------------------------------- | --- | ---------- |
| Oostenrijkse rijtuigen  |                                   | |            |
| ÖBB BD 251              | 1953 (Simmering, Oostenrijk)      | Spantenwagen, ex ÖBB 47810                                                                                           |            |
| ÖBB B 261               | 1955 (St. Pölten, Oostenrijk)     | Spantenwagen, ex ÖBB 38851                                                                                           |            |
| ÖBB BR 271              | 1953 (Simmering, Oostenrijk)      | Spantenwagen |            |
| ÖBB B 272               | 1954 (Simmering, Oostenrijk)      | Spantenwagen |            |
| ÖBB B 274               | 1957 (St. Pölten, Oostenrijk)     | Spantenwagen |            |
| ÖBB B 275               | 1956 (St. Pölten, Oostenrijk)     | Spantenwagen |            |
| ÖBB B 276               | 1957 (St. Pölten, Oostenrijk)     | Spantenwagen |            |
| Nederlandse rijtuigen   |                                   | |            |
| NS B 8501               | 1923 (Hawa, Hannover, Duitsland)  | Mat '24 |            |
| NS C 8503               | 1925 (Werkspoor, Amsterdam)       | Mat '24 |            |
| NS C 8505               | 1925 (Werkspoor, Amsterdam)       | Mat '24 |            |
| NS Aec 8508             | 1927 (Werkspoor, Amsterdam)       | Mat '24, andere nummers Abec 8508, Bec 8508, 165 080, 30 84 974 1 618-x. Afkomstig van de SGB                        |            |
| NS WR 8527              | 1928 (Werkspoor, Amsterdam)       | Mat '24 |            |
| NS C 8535               | 1929 (Beijnes, Haarlem)           | Mat '24 |            |
| NS C 8536               | 1929 (Beijnes, Haarlem)           | Mat '24 |            |
| NS mC 9018              | 1926 (Werkspoor, Utrecht)         | Mat '24, Gesloopt in 2015                                                                                            |            |
| NS ABC 7301             | 1935 (Werkspoor, Amsterdam)       | Bolkoprijtuig, enige overgebleven uit deze serie                                                                     |            |
| NS AB 7704              | 1950 (Werkspoor, Utrecht)         | Plan D |            |
| NS AB 7705              | 1950 (Werkspoor, Utrecht)         | Plan D |            |
| NS RD 7658              | 1951 (Beijnes, Beverwijk)         | Plan D. In mei 2018 naar de BSH te Haarlem.                                                                          |            |
| NS C 7838               | 1951 (Werkspoor, Utrecht)         | Plan D |            |
| NS AB 7355              | 1957 (Beijnes, Beverwijk)         | Plan K |            |
| NS AB 7359              | 1957 (Beijnes, Beverwijk)         | Plan K |            |
| NS AB 7367              | 1957 (Beijnes, Beverwijk)         | Plan K |            |
| NS AB 7370              | 1958 (Beijnes, Beverwijk)         | Plan K. Via Stichting Brabant Rail en het Stoomcentrum Maldegem naar VSM.                                            |            |
| NS AB 7377              | 1958 (Beijnes, Beverwijk)         | Plan K |            |
| NS AB 7378              | 1958 (Beijnes, Beverwijk)         | Plan K. Afkomstig van de SGB.                                                                                        |            |
| Wagon-Lits rijtuigen    |                                   | |            |
| CIWL WR 2855            | 1925 (Birmingham, Engeland)       | |            |
| CIWL WR 4267            | 1927 (Birmingham, Engeland)       | |            |
| CIWL WR 4269            | 1927 (Metropolitan, Engeland)     | |            |
| (Oost-)Duitse rijtuigen |                                   | |            |
| DR WR 055 117           |                                   | Mitropa |            |
| DR B 32 633             | 1935-'39                          | Reihe 36, type B4ipüho. Via Deutsche Reichsbahn naar ÖBB.                                                            |            |
| DR WLAB 054 182         | 1967 (Görlitz, Duitsland)         | Mitropa |            |
| DR WLAB 054 125         | 1962 (Görlitz, Duitsland)         | Mitropa |            |
| DR WLS 055 025          |                                   | Mitropa |            |
| DR 61 50 89-80 008-5    | 1969 (VEB Bautzen, Duitsland)     | |            |
| DR 89-40 019-5          |                                   | |            |
| BE Pw 4i 101            | 1928 (Waggonfabrik Wismar)        | In 1979 naar de Grafschafter Modell- und Eisenbahn-Club te Nordhorn.                                                 |            |
| BE B4i 202 (VSM 481)    | 1929 (Waggonfabrik Wismar)        | In 1979 naar de Grafschafter Modell- und Eisenbahn-Club te Nordhorn.                                                 |            |
| BE B4i 204              | 1929 (Waggonfabrik Wismar)        | Verbouwd in de jaren 50. Werd bij VSM verbouwd tot restauratiewagen met nummer BR 482. In 1990 naar de MBS als AR44. |            |

## Trivia
Tijdens de intocht van Sinterklaas van 2019 in Apeldoorn verving de VSM de Pakjesboot 12 omdat het kanaal van Apeldoorn te smal was voor de boot. Bovendien kreeg Sinterklaas dat jaar een nieuw paard dat bang was voor water. Sinterklaas maakte daarom dat jaar gebruik van de trein in plaats van de stoomboot. De trein werd getrokken door stoomlocomotief 23 071 uit 1956.